# Cuisine québécoise

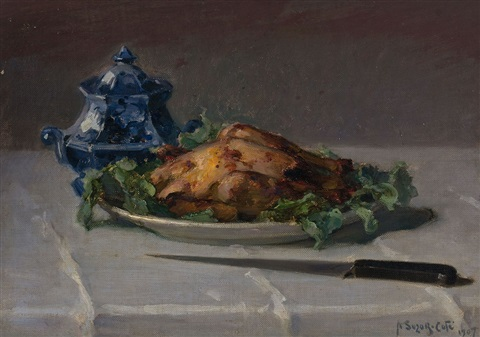
Le poulet rôti par Suzor-Côté.

La cuisine québécoise désigne l'ensemble des pratiques culinaires présentes au Québec. Il s'agit d'une cuisine  forte de nombreuses spécialités régionales, puisant à un terroir immense parsemé de lacs et de rivières et bordé par le fleuve Saint-Laurent qui débouche sur l'estuaire du Saint-Laurent.
Elle compte de nombreux plats roboratifs et se base traditionnellement sur la pomme de terre, le porc et le pain. Les animaux provenant autant de l'élevage que de la chasse sont cuisinés en sauce, en pâté et en rôti. Les légumes ont longtemps été abondants en été et plus rares en hiver. De tout temps, la cuisine québécoise fit appel à de nombreux produits d'importations en raison du caractère marchand des ports du Québec.
Elle fut introduite en Amérique par la colonisation française au début du XVIIe siècle. Les colons apportèrent avec eux certaines de leurs cultures traditionnelles comme le blé, le sarrasin ou le porc tandis qu'ils rencontrèrent sur place des aliments nouveaux comme le maïs et l'orignal, au sein de terroirs occupés par des peuples algonquiens et iroquoiens. La cuisine québécoise dérive ainsi de la cuisine paysanne du nord de la France, sans connaître la codification de la grande cuisine à la fin du XVIIIe siècle. Par la suite, elle connu une forte influence britannique et américaine.
La cuisine traditionnelle québécoise est mise à l'honneur pendant le temps des sucres au printemps, dans les cabanes à sucre, ainsi que pendant le temps des fêtes en hiver, dans les réveillons. Certains détaillants en alimentation et restaurateurs offrent également les produits de leur terroir régional ainsi que les mets typiques québécois à longueur d'année, soit en conservant leur saveur traditionnelle ou en les adaptant au goût du jour.

## Histoire
La cuisine mère du Québec est issue de la cuisine paysanne de la moitié nord de la France. On remarque particulièrement une parenté avec la cuisine poitevine ; les cretons québécois ont ainsi encore aujourd’hui leur penchant poitevin, appelé pâté marmite ; la gourgane provient des marais poitevins, ainsi que les traditionnelles soupes à base de légumineuses ; les chaudrées charentaises trouvent leurs homologues dans les quiaudes gaspésiennes ; les tourtes salées y sont également appelées tourtières et toujours concoctées, ; les câilles proviennent des traditions de caillage appelées caillebotte.

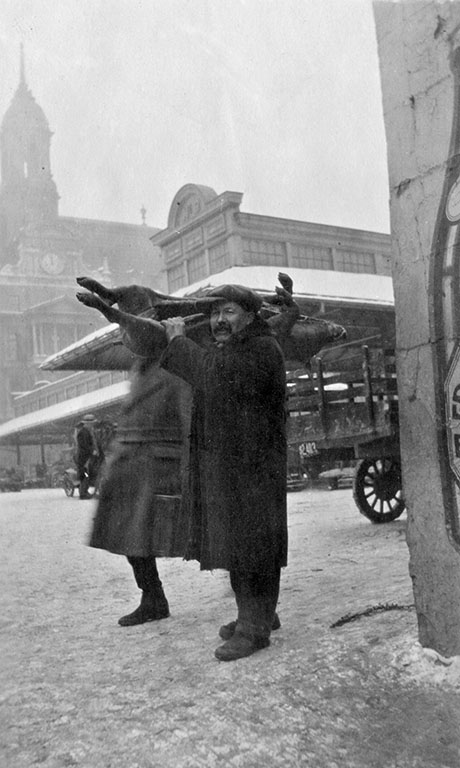
Vente de porc au marché Bonsecours en 1926.

D’autres spécialités québécoises tirent assurément leur origine de terroirs français, sans que l’on puisse nécessairement distinguer lesquels. Ainsi le bouilli est-il le pot-au-feu national ; des charcuteries traditionnelles comme le boudin, la tête fromagée ou les plorines ; divers plats en sauce comme les ragoûts de porc ou de lapin ; un grand nombre de pâtisseries tels les crêpes, les beignes, les grands-pères, les croquignoles, le pain doré ou pain perdu ou les tartes. Comme en France, le porc et le poulet a toujours eu une place de choix dans la gastronomie.
À côté de ces habitudes conservées, la cuisine du Québec a connu dès ses débuts des influences liées à ses conditions historiques et géographiques. Premièrement, celle du nouveau terroir et de ses peuples autochtones. S’il semble que les colons aient rapidement préféré leur alimentation traditionnelle à celle des peuples algonquiens et iroquois, certaines connaissances de ces derniers ont été amalgamées aux pratiques déjà en place. Entrent dans cette catégorie des savoirs comme ceux de l’acériculture, de la pêche sur glace ou encore du boucanage du poisson. La question de la conservation des aliments a également joué un rôle, autant en raison des voyages maritimes que des fréquents séjours des hommes dans les bois ou de la longueur de l’hiver. Ainsi d'une part la salaison est toujours traditionnellement utilisée au Québec avec le beurre, le lard et les herbes, et d'autre part la conservation des viandes et des légumes dans le vinaigre. Le jambon est traditionnellement fumé, ainsi que divers poissons. Malgré tout, on considère qu’une fois l’installation d’une véritable population agricole dans la colonie — soit dans les environs de 1670 pour la région de Québec —, les habitudes françaises ont dominé. Le repas était ainsi constitué de soupe, de pain, de viande et de vin. Le climat étant peu propice à la culture de la vigne, on compensait en important du vin de la métropole.

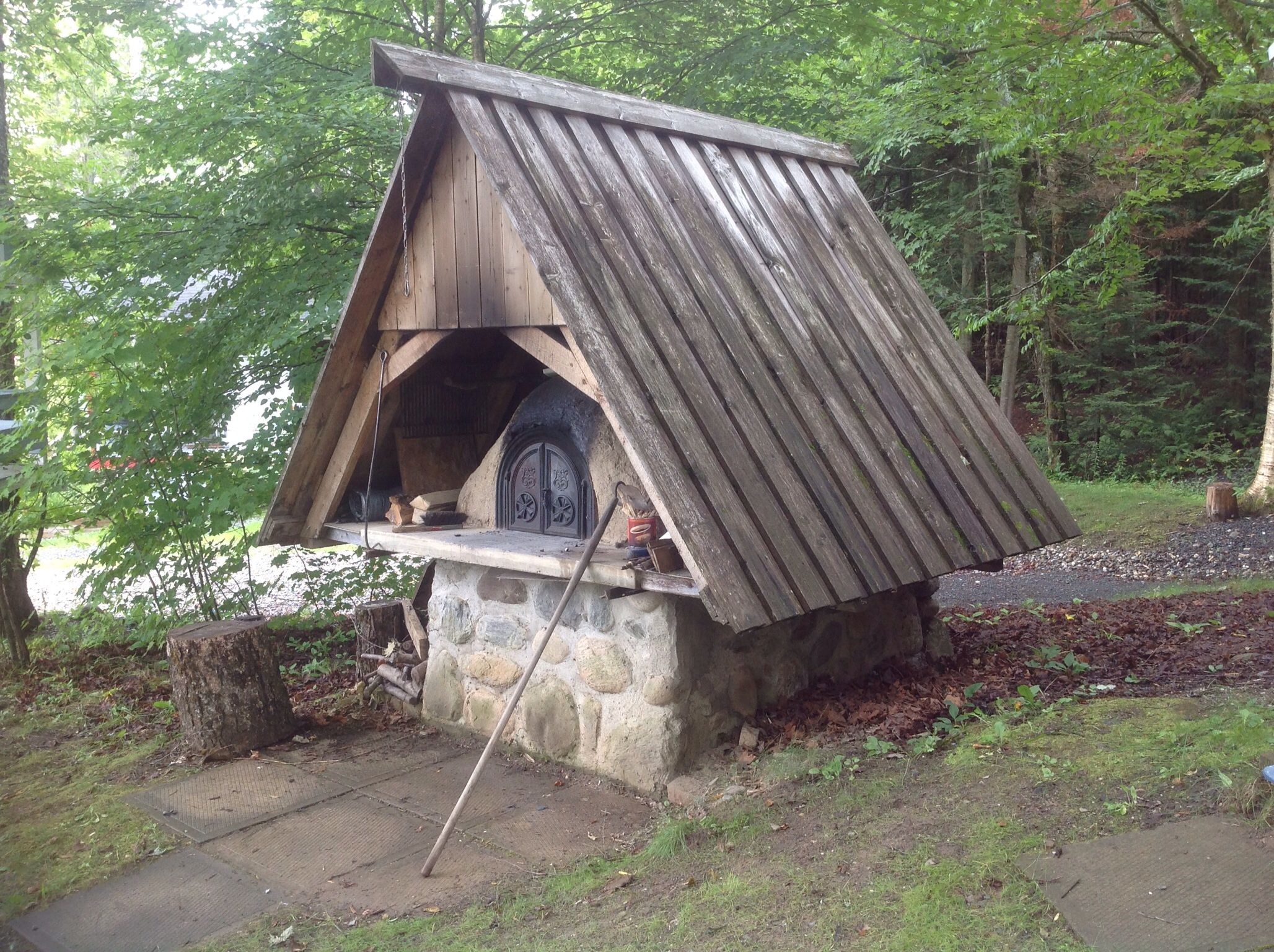
Four à pain à Saint-Damien-de-Bellechasse.

La conquête anglaise a apporté son lot de changement. Un des premiers impacts fut de couper l’importation de vin. Il est dit que l’habitude bien française de renverser un verre de vin dans son repas fut remplacée au Québec par le vinaigre. Il arrive toujours aujourd’hui que le vinaigrier fasse partie intégrante de la table, particulièrement avec les plats en sauce. Un autre impact fut l’arrivée de la pommes de terre, qui devint en quelques décennies l’aliment de base du Québec, détrônant le pain. Ce dernier resta tout de même un aliment apprécié, et le savoir-faire des fours à pain s’est colporté jusqu’à nos jours, bien que le pain de ménage soustrait au levain des levures chimiques. La consommation de sucre commença également à augmenter et s’enracina dans les mœurs au début du XIXe siècle. S’ils firent leur apparition sûrement beaucoup plus tardivement, les Britanniques apportèrent aussi des plats comme les patates pilées (purée de pommes de terre), les croustades (crumble), et peut-être les petits pâtés à la viande (meat pie).
Après l’apaisement des tensions entre les États-Unis et l’Empire britannique au XIXe siècle, une intense activité interrégionale entre les Québécois et la Nouvelle-Angleterre apporta de nouvelles spécialités, comme les fèves au lard, le ketchup à l'ancienne ou les carrés aux dattes. Au même moment, l’état socio-économique déplorable des canadiens-français a une influence sur la cuisine, particulièrement en ville. Les recettes se simplifient, les bouillons ne sont plus quelquefois que de l’eau chaude, les alcools sont plus rarement incorporés aux plats, le beurre est réservé à certains jours quand il n’est pas tout simplement absent, remplacé par le saindoux. C’est du XIXe siècle que datent les formes canoniques de bien des plats québécois, mêlant seulement viande de porc et pommes de terre, bien qu’en fait les recettes aient toujours différé d’une région à l’autre et d’une classe sociale à l’autre, et que les méthodes préexistaient.

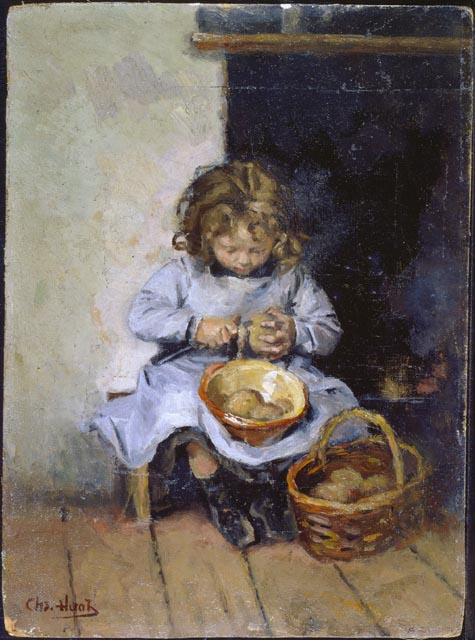
L'Éplucheuse de patates par Charles Huot

Le début du XXe siècle a vu l’arrivée de nouvelles recettes économiques en réaction à la crise de 1930 ; le pâté chinois et le pouding chômeur, au nom éloquent. L’immigration en provenance d’autres régions que les Îles britanniques se fait également sentir. Des spécialités ashkénazes comme le smoked meat ou les bagels commencent à intégrer les mœurs de la population.
L’arrivée des grandes surfaces américanise peu à peu les habitudes alimentaires québécoises. On interdit les productions laitières au lait cru, le pain de ménage est remplacé par le « pain à sandwich (en) » anglo-saxon, des légumes et des fruits deviennent disponibles à l’année. On mange à l’américaine des spaghettis à la bolognaise, de la pizza, de la dinde, du bacon, des saucisses et des fromages industriels. Au tournant des années 1950, le fast-food fait son apparition. Des restaurants appelés cabanes à patate servent des hamburgers, des hot-dogs steamés, des frites, de la salade de chou, des guédilles, des hot chicken et la poutine et ses variantes. Des communautés ethniques comme les chinois ou les grecs ouvrent des restaurants dédiés à leurs traditions. D'autre part, une ouverture nouvelle vers l'Europe et le reste du monde à partir de la révolution tranquille importe des plats qui deviennent très populaires à partir des années 1970 : la quiche, le vol-au-vent, le bœuf bourguignon, la raclette, les fondue chinoise et fondue bourguignonne.
Aujourd’hui, l’accroissement de l’immigration d’Europe continental autant qu’un changement de mentalité dans la population en général favorise le développement d’habitudes culinaires plus raffinées. On peut nommer à ce titre le fort développement des fromages fins et des alcools de qualité dans la province depuis une vingtaine d’années, et le retour en popularité de recettes du terroir.

## Ingrédients
La cuisson est au beurre. L'aliment de base est la pomme de terre. Les sauces et les ragoûts sont liés avec de la farine grillée. Le sel peut être remplacé par des herbes salées. Les céréales traditionnelles sont le blé et le sarrasin. Les épices traditionnellement courantes au Québec sont autant liées à une production locale qu'à un commerce historique : la sarriette, le clou de girofle, la cannelle, le persil, le thym, la sauge, le laurier, la muscade et le quatre-épices.
Depuis quelques années des épices provenant de la forêt boréale ont fait leur apparition sur les tables québécoises. On peut nommer le poivre des dunes, la comptonie voyageuse, le carvi sauvage, le myrique baumier, les baies de genévriers sauvages et d'autres. L'engouement pour ces nouvelles saveurs est notamment moussé par l'entremise de chefs cuisiniers à travers la province.

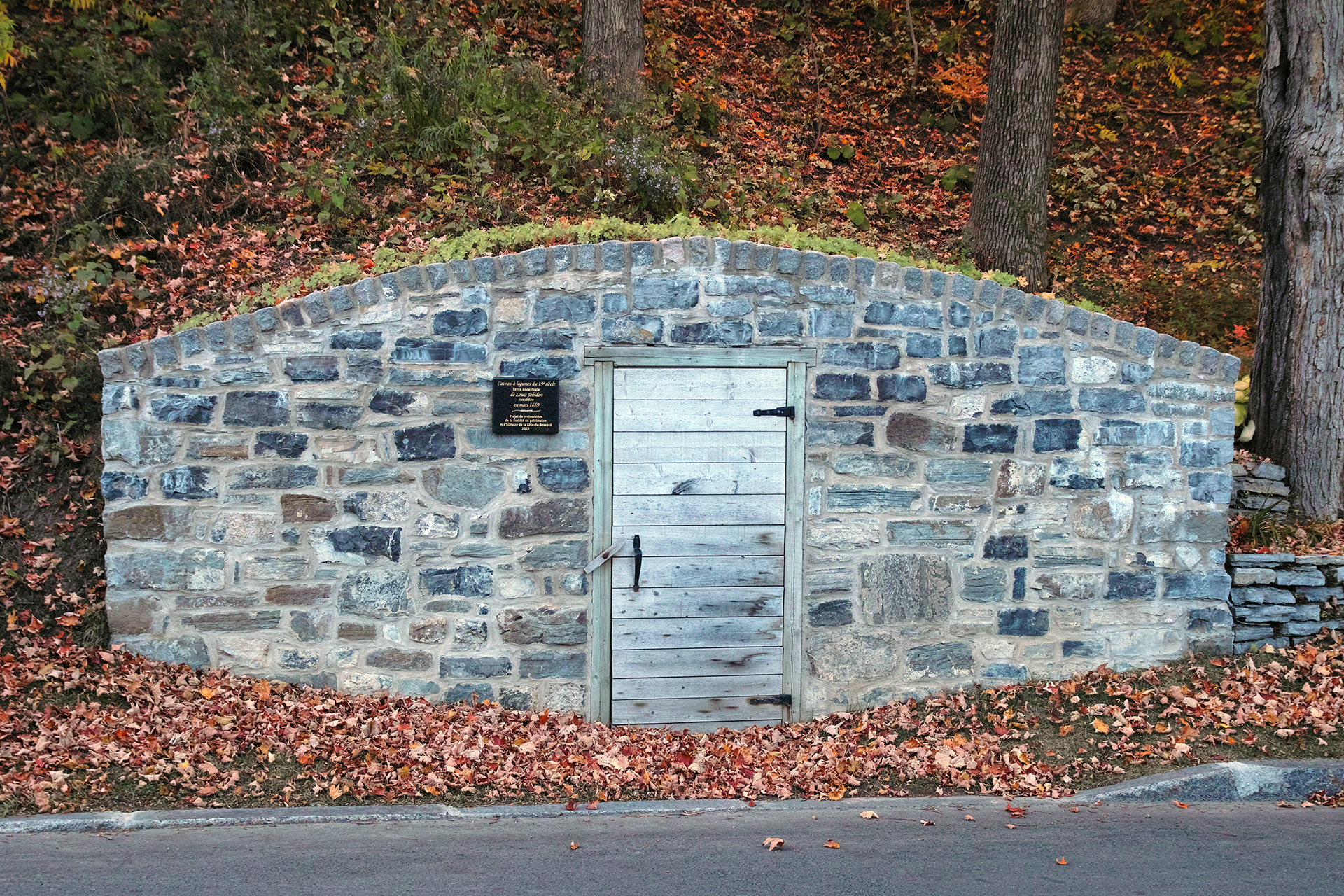
Caveau à légumes situé à Beaupré.

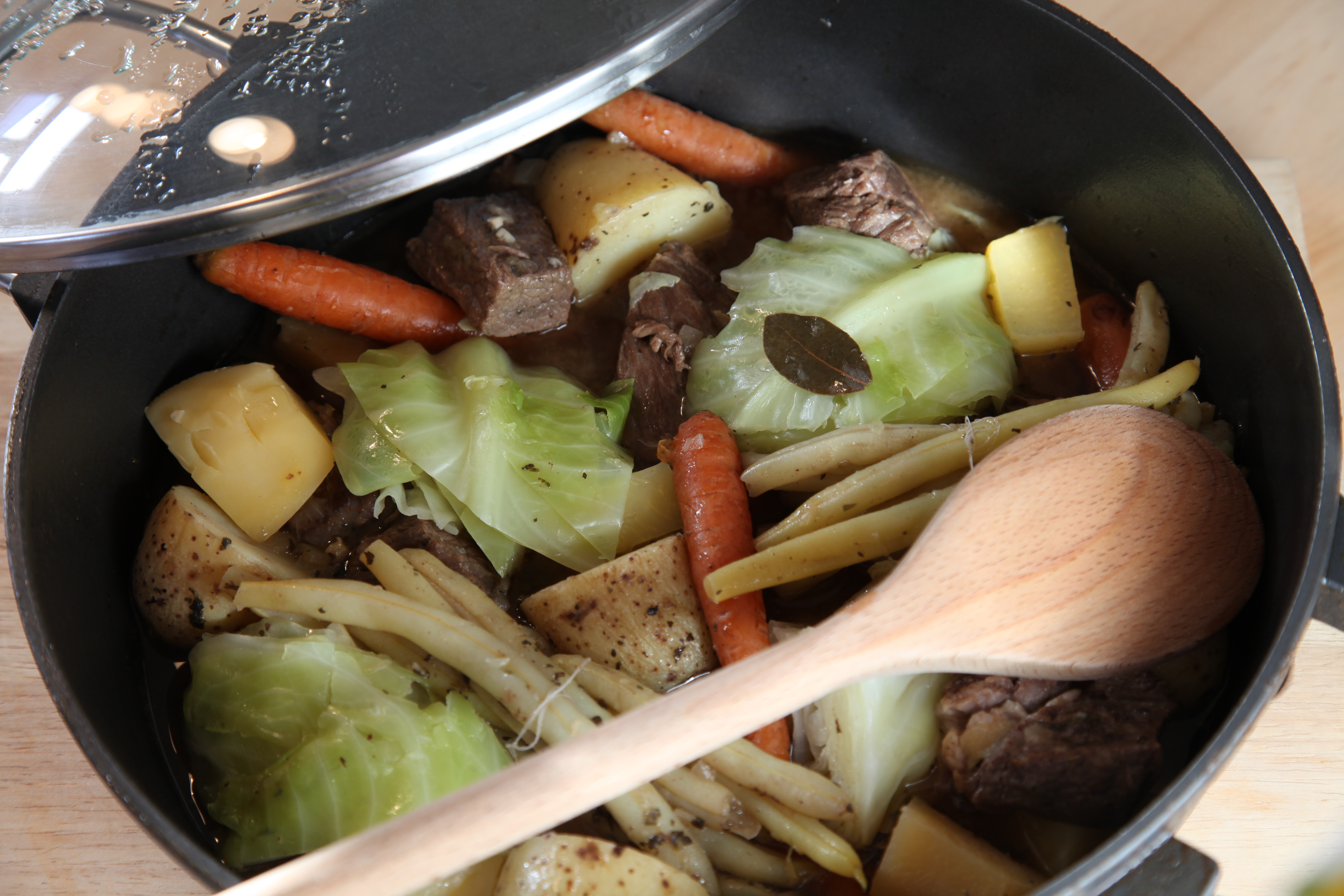
Le bouilli québécois avec chou, carottes, pommes de terre, navets, oignons et petites fèves.

Les légumes les plus récurrents sont ceux qui se gardaient bien en hiver avant l'arrivée de la réfrigération, traditionnellement dans un caveau à légumes ou à la cave. On peut nommer, outre la pomme de terre, l'oignon, la carotte, le navet, les courges, les légumineuses, le chou, le céleri, la betterave et le blé d'Inde. À cela s'ajoutent aujourd'hui souvent la tomate, le poivron, le concombre, la laitue, l'asperge, le chou-fleur, le brocoli et bien d'autres légumes provenant de l'importation ou de la culture en serre. La rhubarbe, les têtes-de-violons et la ciboulette font l'objet d'une consommation saisonnière souvent à même l'arrière-cour.
Les petits fruits populaires sont le bleuet, la fraise, la framboise, la cerise, la canneberge, la groseille et la chicoutai. Ils entrent dans la confection de confitures, de gelées, de desserts de toutes sortes, de jus et d'alcools. Dernièrement de nouvelles cultures ont fait leur apparition, comme le cassis ou la camérise.

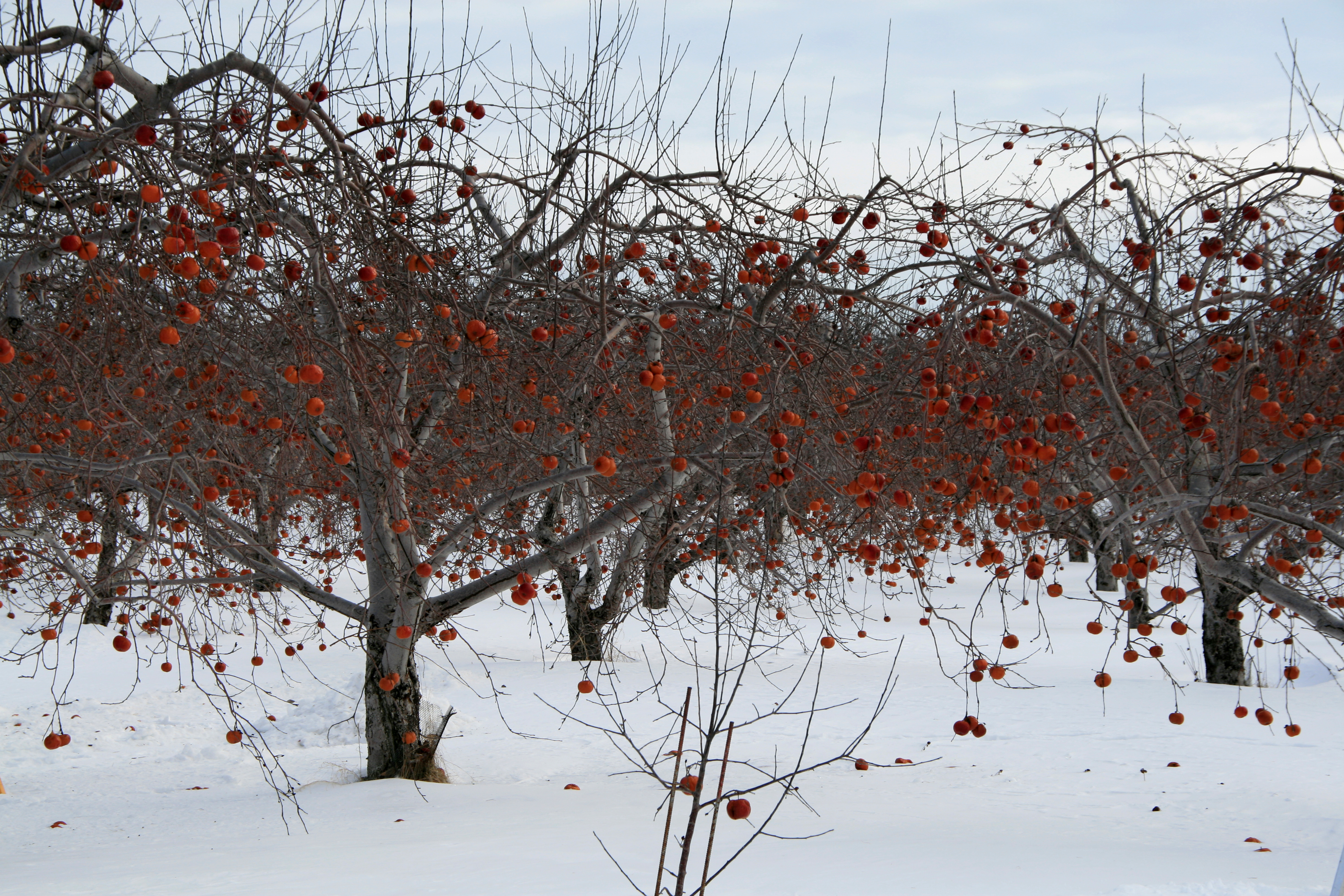
Pommiers à Saint-Joseph-du-Lac.

La pomme est le second fruit le plus cultivé au Québec après le bleuet. On en tire notamment du cidre. On cultive également la poire et la prune.
Le maïs de Neuville est réputé pour être un des meilleurs de la province. La production de bleuets est concentrée dans les régions du Lac-Saint-Jean, du Saguenay, de la Côte-Nord et de Charlevoix. On retrouve souvent à travers la province la mention « bleuets du Lac-Saint-Jean ». Dans ces mêmes régions se retrouvent aussi la culture de la gourgane, qui est la fève de base des soupes de légumineuses. Dans le reste de la province elles sont à base de pois jaunes. La production d'atocas est quant à elle concentrée dans le Centre-du-Québec, où les premiers plans furent importés de Nouvelle-Angleterre par Edgar Larocque en 1939. La production de pommes est effectuée aux trois quarts dans la plaine de Montréal, en Montérégie et dans les Laurentides. L'île d'Orléans et les Cantons-de-l'Est sont toutefois des régions productrices reconnues. Le sud de la province concentre également la production de maïs.

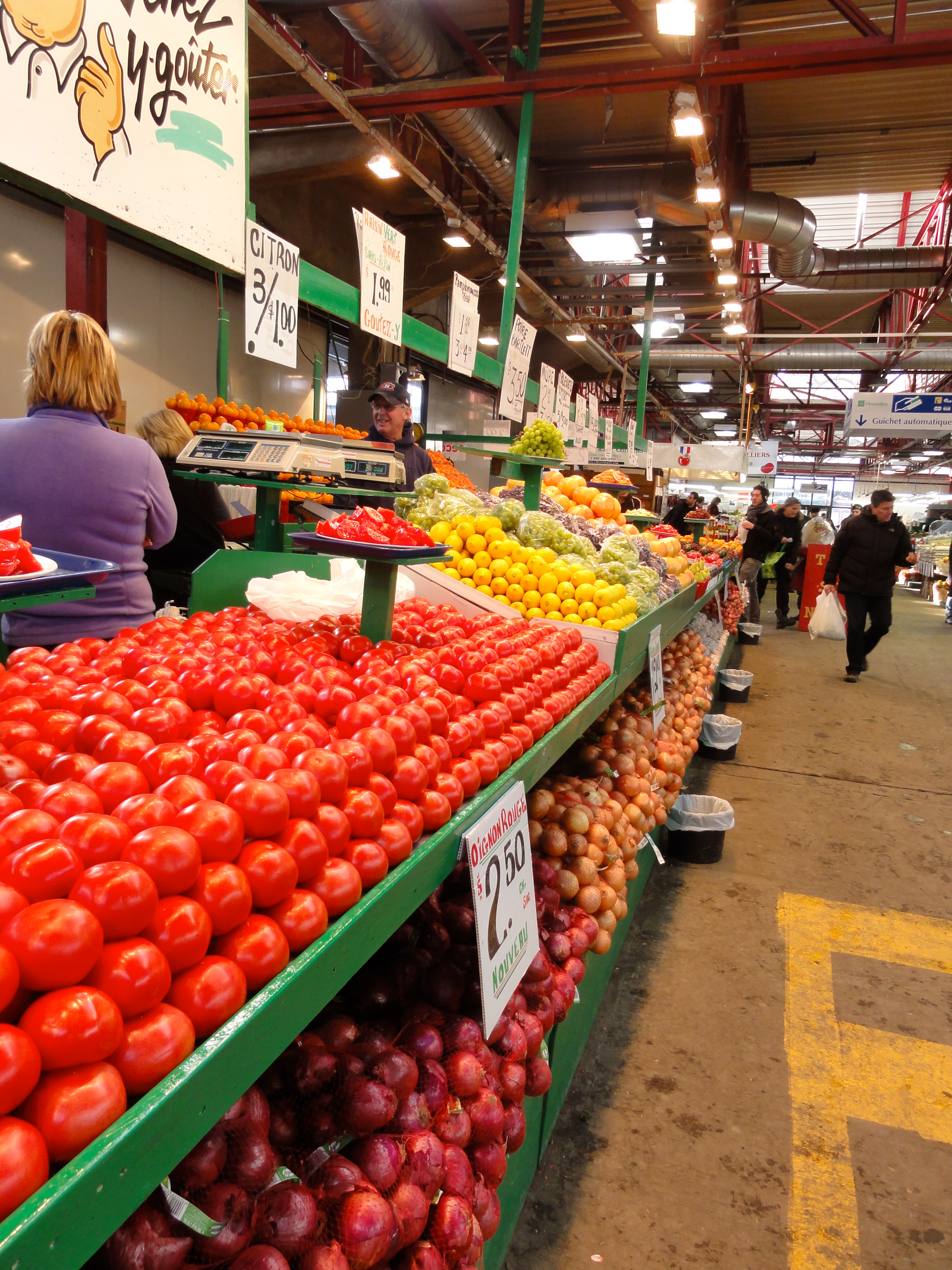
Étalage de légumes et de fruits au marché Jean-Talon de Montréal.

Les variétés de fruits et de légumes originaires de la province sont aujourd'hui rarement cultivées. Le Québec a pourtant connu son lot de cultivars uniques. Quelques passionnés ont réussi à sauvegarder des semences de nombreuses variétés qui sont parfois encore utilisées. Voici quelques exemples de cultivars québécois :
- le maïs blanc canadien[19] ;
- la pomme de terre crotte-d'ours de Louis-Marie[20] ;
- le haricot Thibodeau de Saint-Jules[21] ;
- la pomme Fameuse[22] ;
- le melon de Montréal ;
- la tomate Mémé de Beauce[23] ;
- l'oignon patate[24].

Il en existe plusieurs autres, particulièrement de pommes de terre, de haricots et de tomates. Par exemple, une tradition veut que la tomate rose soit la tomate « de table » au Québec, alors que la tomate rouge est réservée pour les sauces. Ce cultivar aurait été importé des États-Unis dans les années 1920 avant d'être cultivé au Québec depuis les années 1970 en raison de sa popularité.
Les champignons ont longtemps été absents de la cuisine au Québec. Depuis quelques années des adeptes ont permis la découverte par la population de nombreuses variétés indigènes comme les morilles ou la chanterelle qui gagne de plus en plus en popularité.
Le porc est la viande la plus récurrente parmi les recettes québécoises. Le bœuf est très consommé mais est en perte de vitesse ces dernières années. Il est souvent cuisiné l'été, cuit au barbecue. La volaille fait l'objet d'une grande popularité. L'agneau, le canard et le veau sont aussi consommés. Si la consommation de viande chevaline reste marginale, elle fait toutefois l'objet d'une certaine popularité contrairement au reste du continent. Plus rare aujourd'hui est aussi la consommation de cuisses de grenouilles, notamment de ouaouarons et de grenouilles léopards.

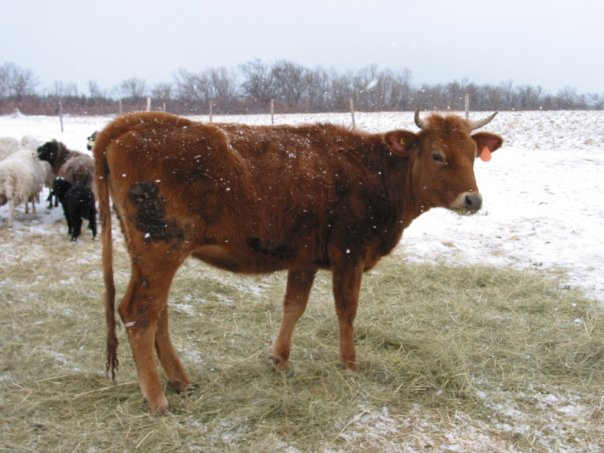
Canadienne. On n'en compte plus que quelques centaines d'individus.

La production porcine est constituée majoritairement d'hybride duroc, yorkshire et landrace. Le bœuf est issu du croisement de plusieurs races comme l'angus, la charolaise et la limousin. Le Québec importe toutefois la majorité de sa consommation de viande bovine de l'Ouest canadien et d'autres pays. La production laitière est dominée par la holstein, avec la présence d'autres races comme la jersiaise ou la suisse brune. La canadienne, race patrimoniale, est toujours présente quoique très peu nombreuse. Elle produit du fromage en Charlevoix et aux îles de la Madeleine.
L'Estrie produit du canard depuis le début du XXe siècle. Le Québec est d'ailleurs le seul producteur de foie gras du Canada, et le plus grand producteur en Amérique du Nord, bien qu'il ne s'agit pas d'une production traditionnelle.
La volaille reste la viande la plus consommée. La race patrimoniale chanteclerc a été développée au début du XXe siècle à Oka. Elle est en voie d'être proposée aux consommateurs. La dinde est servie à Noël, traditionnellement farcie avec des croûtons et de la sauge.
Historiquement, de nombreuses familles au Québec ont été dépendantes de la chasse afin de s'alimenter au moins jusqu'aux années 1950. Encore aujourd'hui, la consommation de viande sauvage est bien enracinée dans les mœurs. Sa commercialisation est toutefois interdite, ce qui en fait une consommation strictement domestique. On retrouve sur les tables québécoises de l'orignal, du cerf, du lièvre, de la perdrix et de la sauvagine. Lorsqu'elles sont disponibles ces viandes remplacent celles d'épicerie dans les recettes. Il est aussi courant d'en offrir en cadeau.
Le homard et le crabe sont pêchés en Gaspésie, sur la Côte-Nord et aux îles de la Madeleine puis envoyés dans le reste de la province. Les crevettes sont souvent commercialisées sous le nom de « crevettes de Matane » en raison de la présence d'une usine de transformation dans cette ville. Les captures ont cependant lieu dans plusieurs villages de l'estuaire du Saint-Laurent. La province produit aussi des moules, des huîtres, des pétoncles et des bourgots.
La truite et le saumon sont consommés à la grandeur de la province. On compte plus de 118 rivières à saumon au Québec. La truite la plus présente sur le territoire est l'omble de fontaine. Moins d'une centaine de lacs accueillent une sous-espèce d'omble chevalier, Salvelinus alpinus oquassa. Le touladi est également consommé. Au lac Saint-Jean est pêché un saumon d'eau douce, la ouananiche. Le village de Sainte-Anne-de-la-Pérade est reconnu pour sa pêche hivernale de petits poissons des chenaux. Dans le fjord du Saguenay on rencontre entre autres le sébaste. On consomme du capelan dans de nombreux villages côtiers. La perchaude et la barbotte sont consommés notamment dans les îles de Sorel. Sur le fleuve Saint-Laurent entre Trois-Rivières et Cap-Chat on pêche et consomme de l'anguille. La morue et le hareng sont consommés dans l'est du Québec. On compte bien d'autres espèces pêchées au Québec comme le doré, le maskinongé, le brochet, l'achigan, l'éperlan, le turbot, le maquereau, l'esturgeon et le grand corégone.

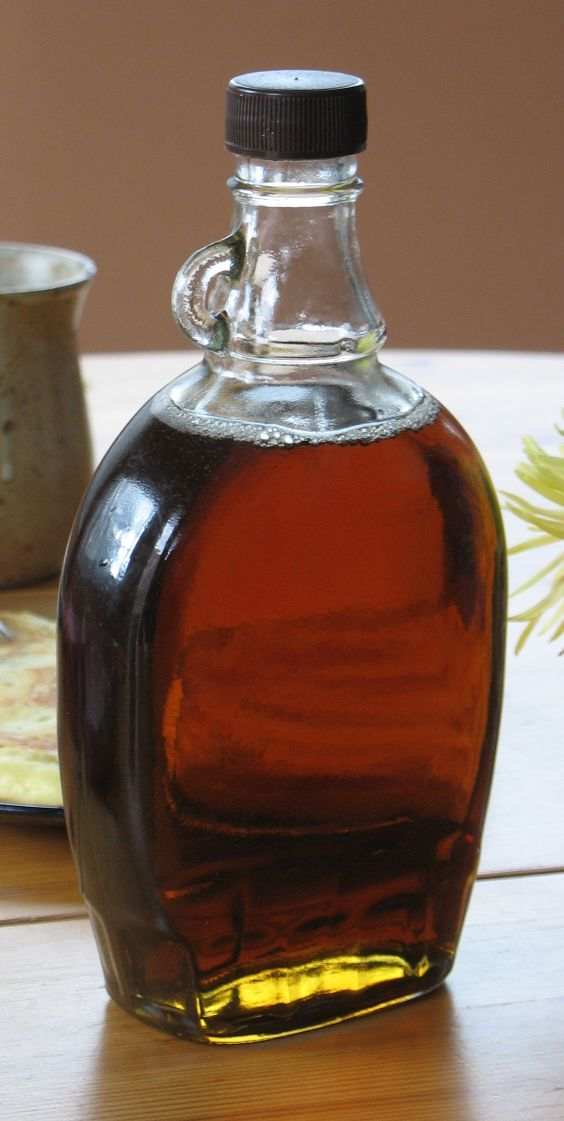
Sirop d'érable.

Le Québec produit 72 % de la production mondiale de sirop d'érable. Il s'agit d'une solution sucrée au goût variable. Le sirop est utilisé au déjeuner afin de napper les crêpes ou les pains dorés, pour caraméliser des viandes comme le jambon, pour équilibrer l'acidité des sauces et en accompagnement de desserts comme le pouding chômeur ou les grand-père au sirop d'érable. Il est traditionnellement mis à l'honneur dans les repas de cabanes à sucre, et entre dans la composition des fèves au lard.
Au printemps il est aussi traditionnellement consommé sous forme de tire, que l'on obtient en réduisant davantage le sirop. La tire est versée sur la neige puis enroulée sur un bâton avant d'être mangée comme un bonbon. Si on le réduit davantage, on obtient une tartinade appelé beurre d'érable qui est populaire le matin sur les rôties.
Le sucre d'érable existe, mais il est peu utilisé comparativement au sucre blanc et à la cassonade.
Depuis peu, l'eau d'érable est également consommée pour ses vertus sur la santé. Ce n'est toutefois pas encore une habitude ancrée dans la population en général.
Il existe des appellations protégés depuis peu au Québec. Le maïs de Neuville, l'agneau de Charlevoix, le vin du Québec, le cidre de glace du Québec et le vin de glace du Québec font ainsi l'objet d'une indication géographique protégée. Le fromage de vache de race canadienne fait quant à lui l'objet d'une appellation spécifique.

## Fromages
Pour un article plus général, voir Liste de fromageries québécoises.
Les vaches laitières importées en Nouvelle-France permettaient aux colons de fabriquer des fromages suivant les traditions de la mère-patrie. Ces fromages fermiers auraient été principalement des pâtes molles à croûte fleuries ou lavées, comme de nombreuses préparations du nord de la France. Il semble qu’un petit nombre de ces fromages ait été produit dans la province jusqu’au début du XXe siècle, survivance des vieilles techniques françaises, avant de réellement disparaître avec l’interdiction de produire du fromage de lait cru au tournant des années 1960. On ne connait plus aujourd’hui que le Saint-Pierre, préparé depuis la fin du XVIIe siècle sur l’île d’Orléans. Il s’agit d’une pâte molle à croûte lavée qui peut être dégustée sous trois différentes formes, soit la Faisselle, un fromage à pâte fraîche, le Paillasson, un fromage à pâte demi-ferme sans croûte, et le Raffiné, forme finale utilisée comme fromage de table.
Les britanniques ont par la suite importé le goût des fromages à pâte ferme, notamment le cheddar qui connaîtra une expansion énorme durant le XIXe siècle, puisque sa production était liée à un important commerce avec l’Angleterre. Le cheddar est particulièrement apprécié frais du jour, en bloc ou en grain, et est notamment utilisé dans la poutine. Aujourd’hui, les cheddars vieillis ont la cote, ou encore parfumés à la bière ou au porto. Ils dominent toujours la production québécoise en termes de volume.
À la fin du XIXe siècle, des moines trappistes français s’installent à l’abbaye d’Oka à la suite de leur expulsion de la IIIe République. L’un d’entre eux, originaire de l’abbaye Notre-Dame-du-Port-du-Salut, met au point une pâte semi-ferme en s’inspirant des techniques du fromage éponyme. L’Oka est le premier fromage autre que le cheddar à réellement intégrer les mœurs de l’entièreté de la province.
Une autre congrégation met au point un fromage persillé en 1943 à Saint-Benoît-du-Lac, dénommé l’Ermite. D’autres fromages viendront s’ajouter au fil des ans dont de nombreux persillés.
Il existe également un lait caillé au Québec appelé câilles. S'il faisait anciennement partie des mœurs de l'entièreté de la province, il n'est plus connu aujourd'hui qu'en Charlevoix et au Saguenay-Lac-Saint-Jean. On l'utilise traditionnellement surtout l'été dans les salades de saison, mais l'on tente aujourd'hui d'étendre son utilisation à l'exemple des laits fermentés étrangers devenus populaires durant la seconde moitié du XXe siècle, particulièrement le yogourt.
Plus de 700 variétés de fromages sont produits dans la province, dont de très nombreux fromages fins. Le Québec est le plus grand producteur de fromage du Canada.

Quelques exemples de fromages du Québec
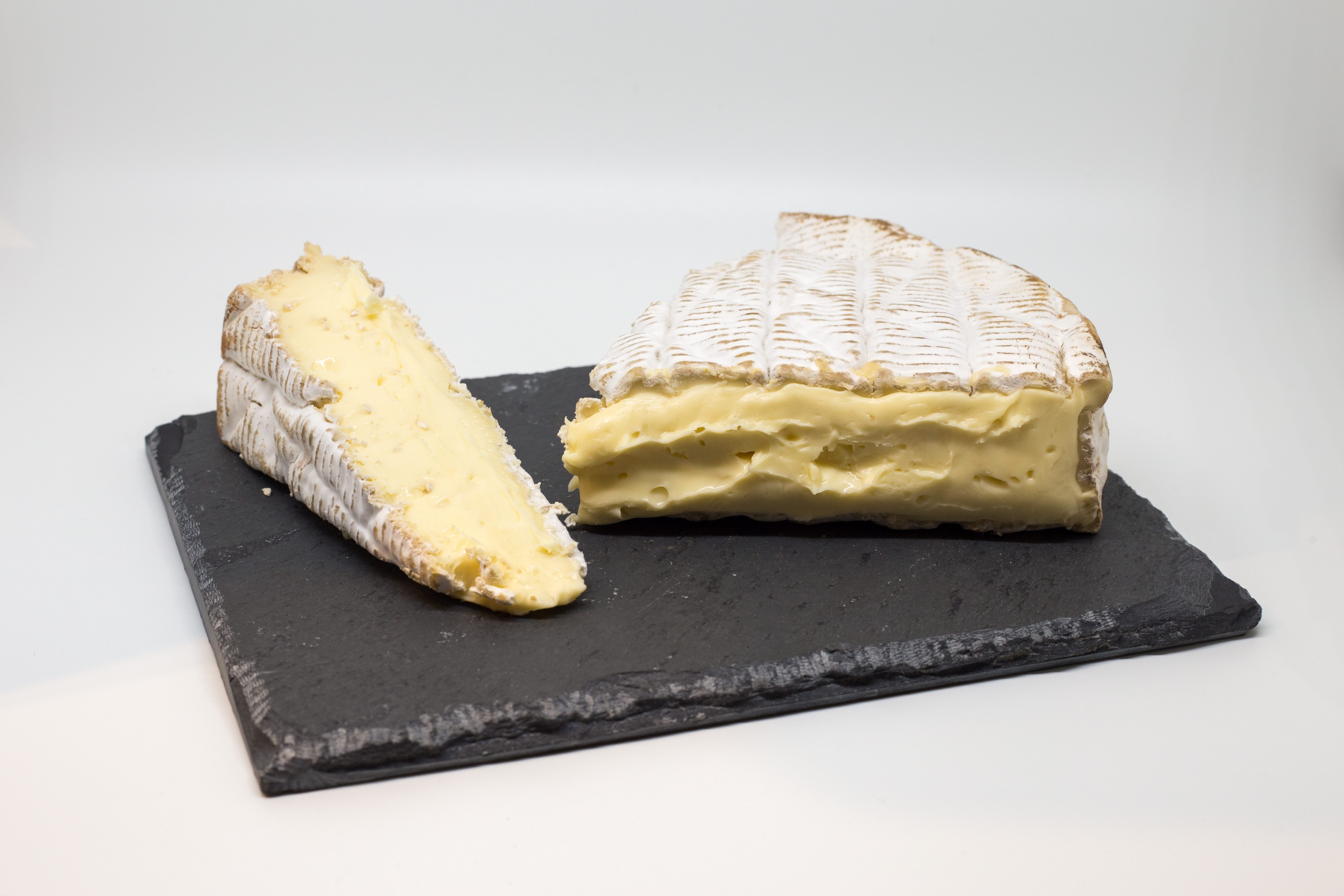
Le Riopelle de l'Isle est un fromage à triple crème nommé en honneur de Jean-Paul Riopelle.
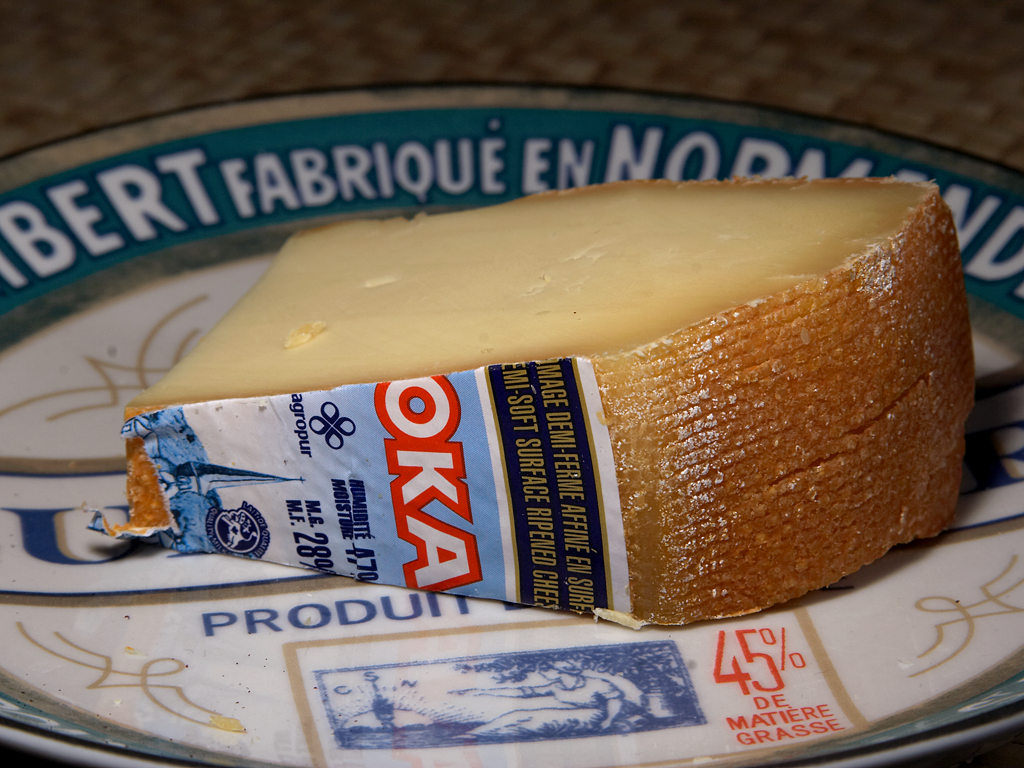
L'Oka. Sa production est maintenant industrielle.
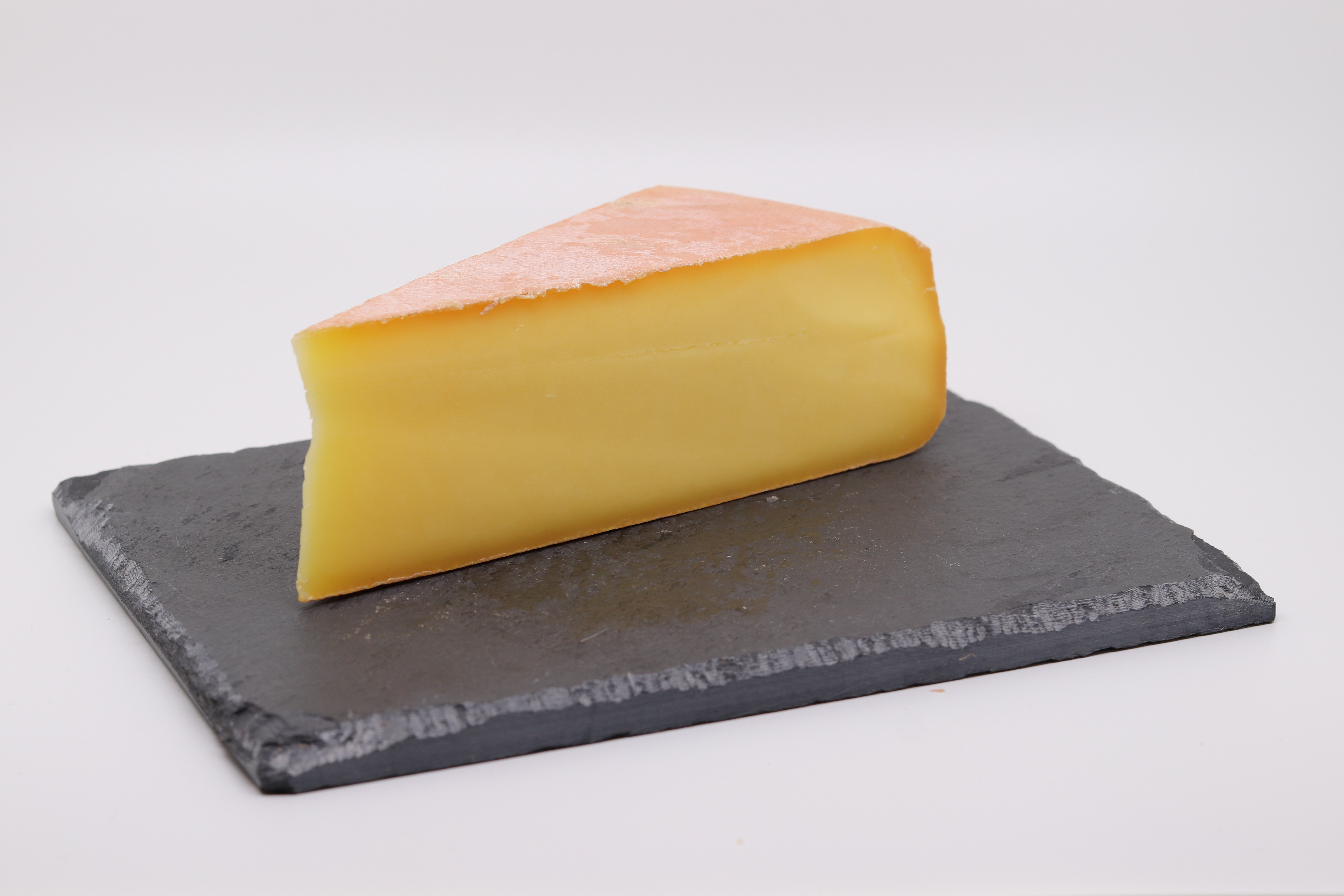
Le Pikauba fut créé en 2005 à Hébertville.
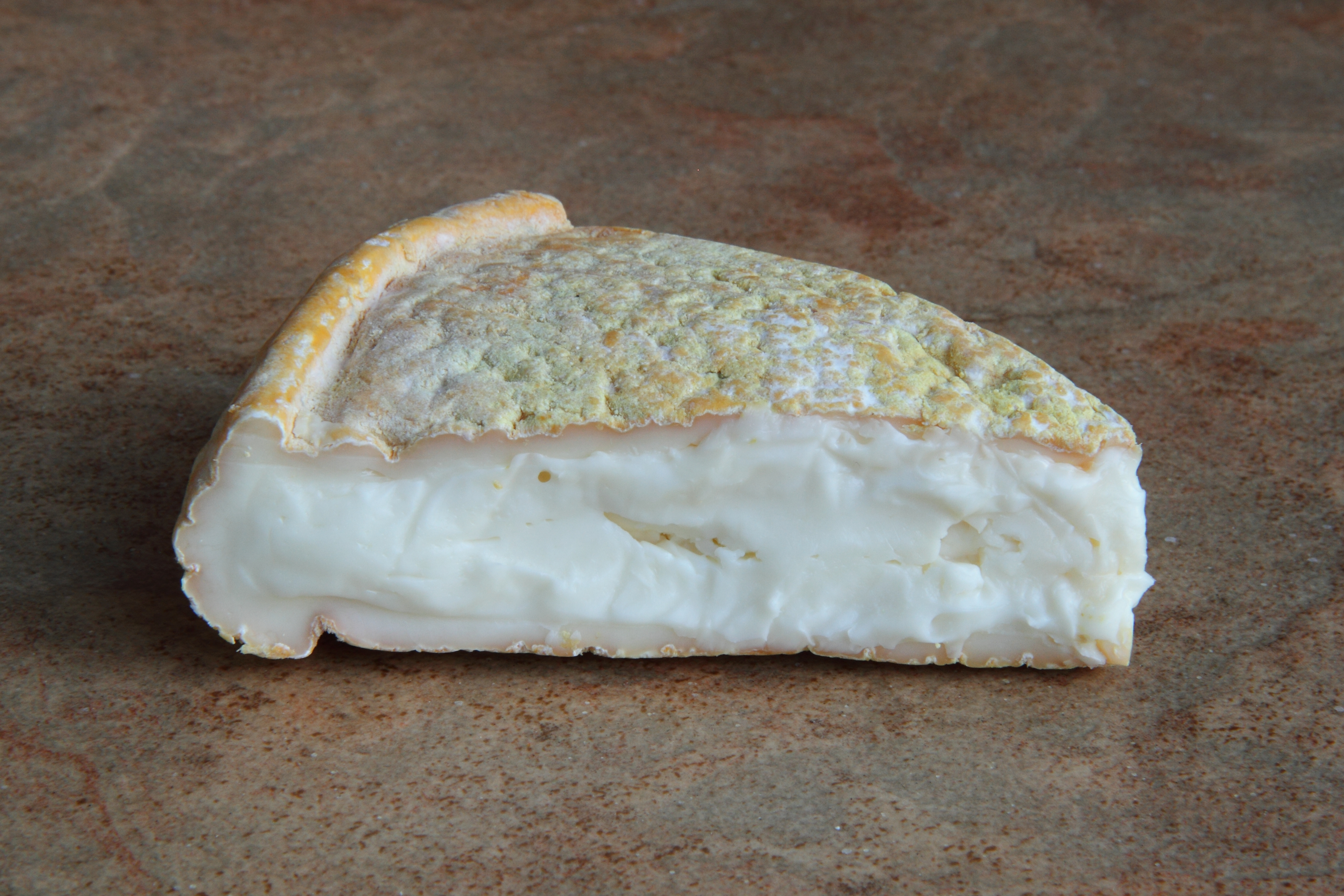
Pied-De-Vent, à base de lait de Canadienne.
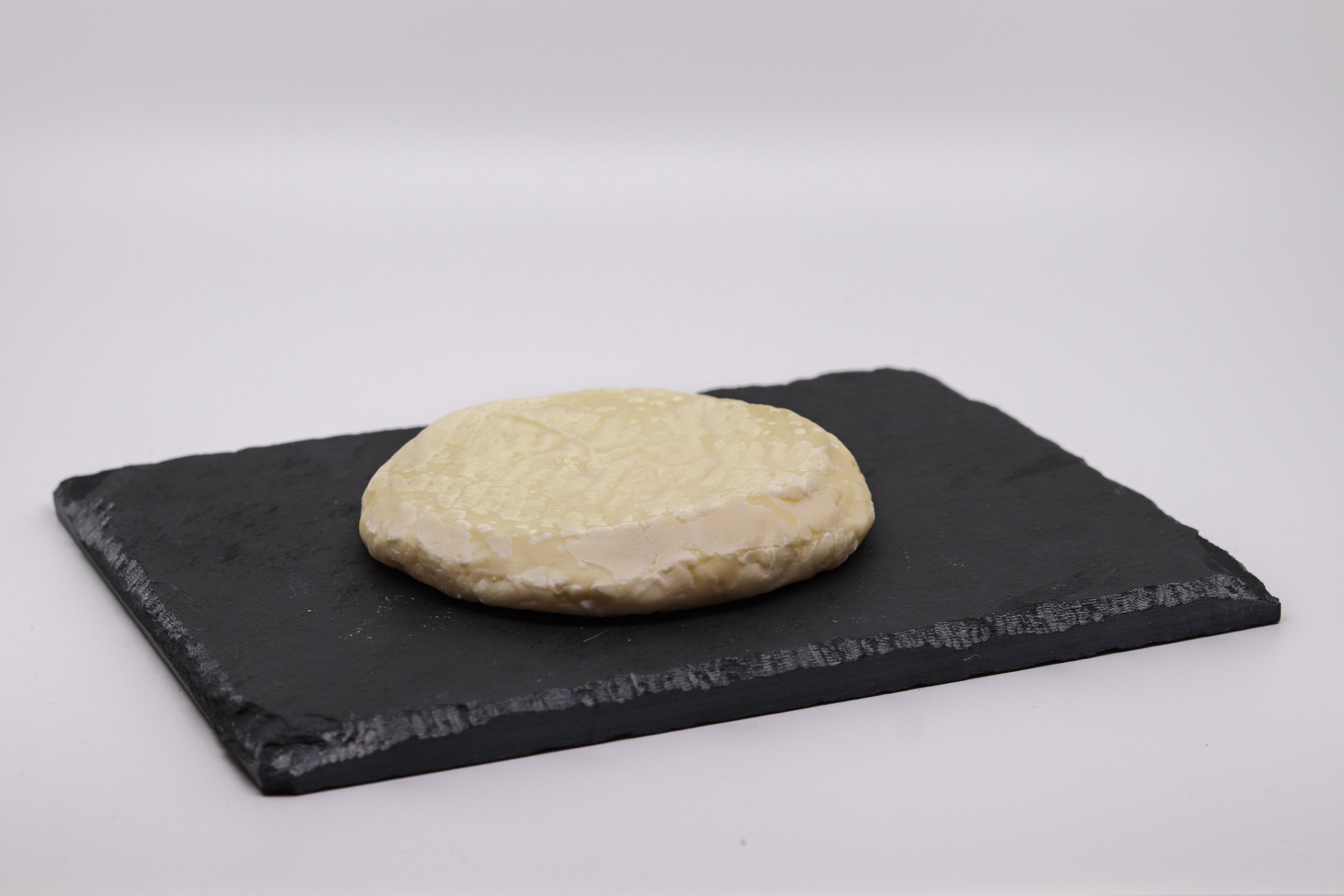
Paillasson. Il est dégusté grillé et est excellent avec un filet de sirop d'érable.
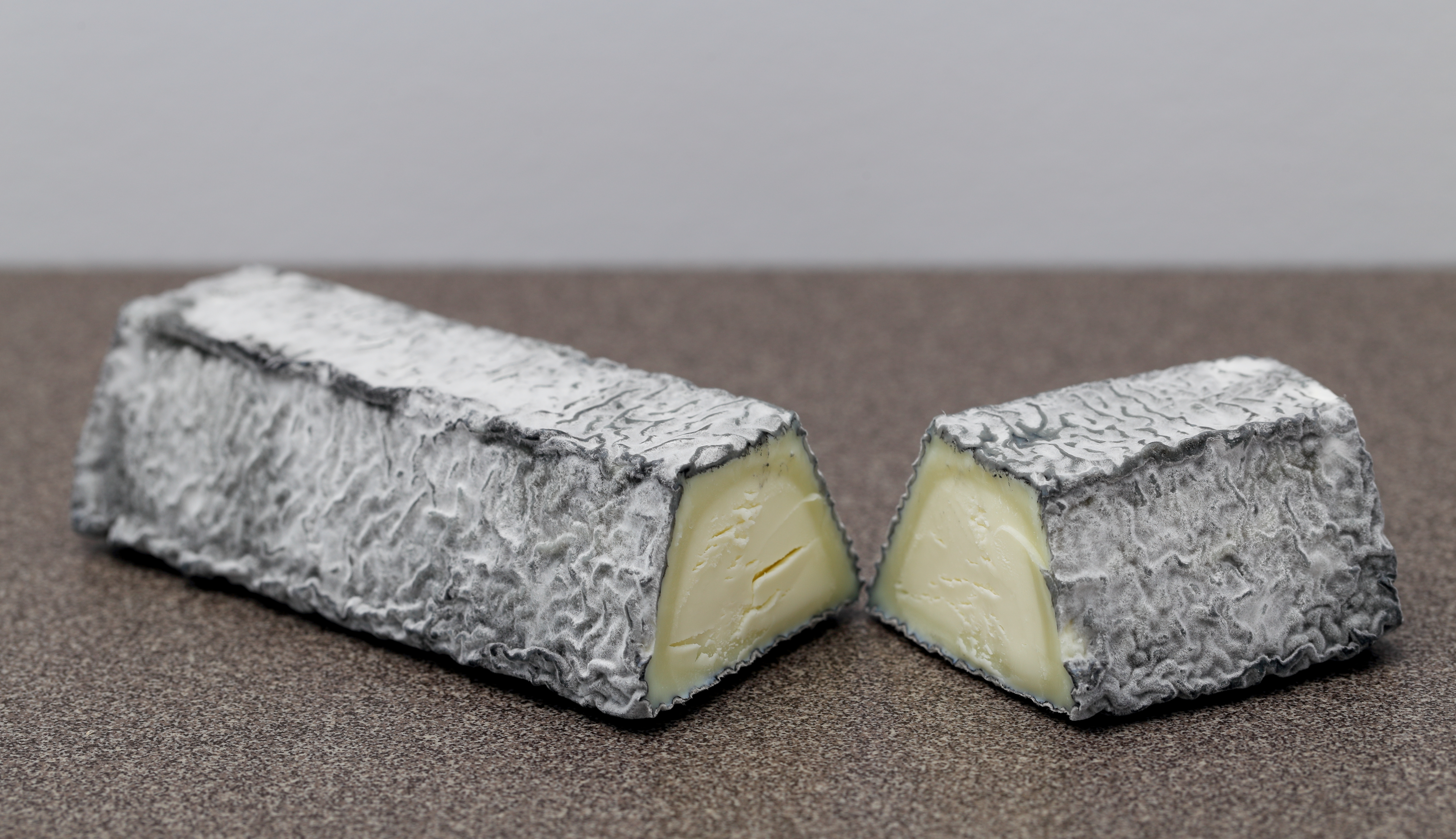
Le Cendrillon fut couronné le Meilleur fromage du monde en 2009 aux International Cheese Awards.

## Charcuterie

### Boucanage
Le fumage est appelé au Québec boucanage. Il semble que ce soit les peuples autochtones qui ont transmis cette habitude aux colons. Le boucanage a toujours été particulièrement populaire pour conserver les produits de la pêche sur la Côte-Nord, en Gaspésie et au Bas-Saint-Laurent. Le hareng est un des poissons le plus largement boucané dans ces régions, en raison de l’importance historique de son exportation. On utilise également ce procédé depuis longtemps pour les truites et les saumons pêchés loin à l’intérieur des terres.
Si les amérindiens n’utilisaient aucun aromate, les colons procèdent à une salaison ou un saumurage. Le poisson est parfois séché puis boucané à froid en étant suspendu au-dessus de feux dont la vigueur est contrôlée. Ces établissements sont appelés boucanières ou boucaneries, dépendamment des régions. Il est à noter que l’engouement spécial pour le saumon fumé depuis quelques dizaines d’années suit celui de l’Europe et des États-Unis. La cuisine québécoise boucane notamment le hareng, l'anguille et l'esturgeon.
La viande de porc est également soumise au boucanage, rappelant en cela des pratiques normandes,. Par le passé, les bajoues de porc ainsi préparées étaient appelées gourganes, mais il ne semble plus s’en faire aujourd’hui. Le jambon québécois est traditionnellement boucané. Voici un témoignage situé à Laterrière au début du XXe siècle :

« Pour conserver la viande, on faisait du boucanage. Quand on avait besoin de viande de porc, ils en tuaient un puis, ils faisaient boucaner la viande dans la boucanerie. Ils chauffaient avec de la moulée de scie, qui faisait seulement de la boucane. Ils laissaient une ouverture dans le milieu là pour que la boucane sorte. Il y avait une barre où on accrochait les fesses de porc. C’était bon. Ça pouvait durer trois, quatre jours. »

Ce jambon est aujourd’hui particulièrement consommé à pâques, bien qu’il soit disponible à l’année dans certaines salaisons. Il est souvent bouilli avec son os.
L'immigration ashkénaze à Montréal implanta la tradition du smoked meat, qui dérive tout comme le pastrami américain des différentes viandes fumés d’Europe de l'Est. Il s’agit d’une poitrine de bœuf saumuré à l’aide d’un mélange d’épices génériquement appelé « épices à steak de Montréal », puis boucané. La poitrine est ensuite cuite à la vapeur et découpée en fine tranche. Le smoked meat est le plus souvent mangé en sandwich, avec de la moutarde et du pain de seigle. C’est sous cette forme qu’il a été popularisé par les restaurants de type deli au cours du XXe siècle.
Si différentes essences d’arbre sont utilisées pour produire de la fumée, une préférence pour le bois d’érable est souvent remarquée dans la province.

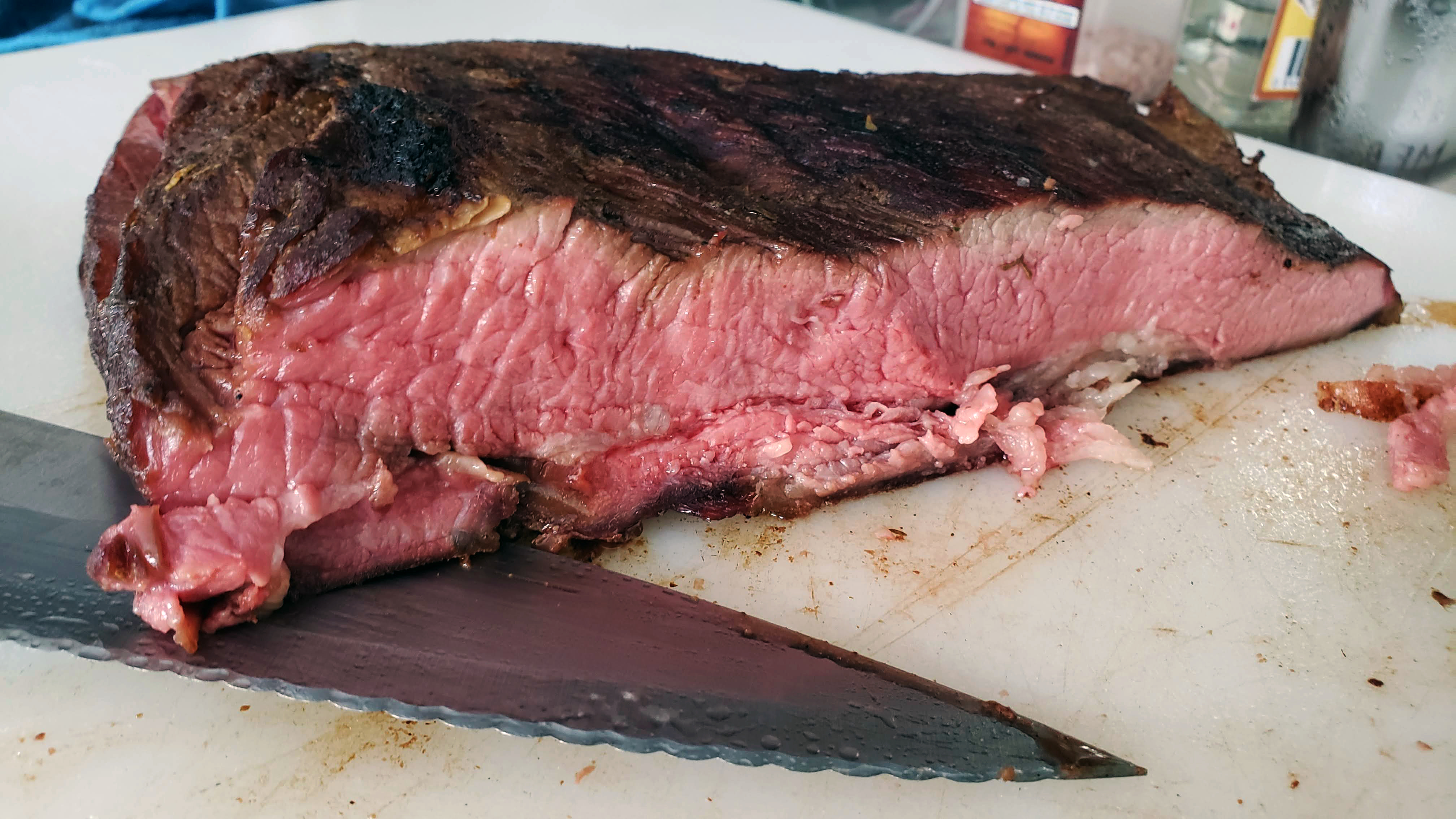
Poitrine de bœuf fumée
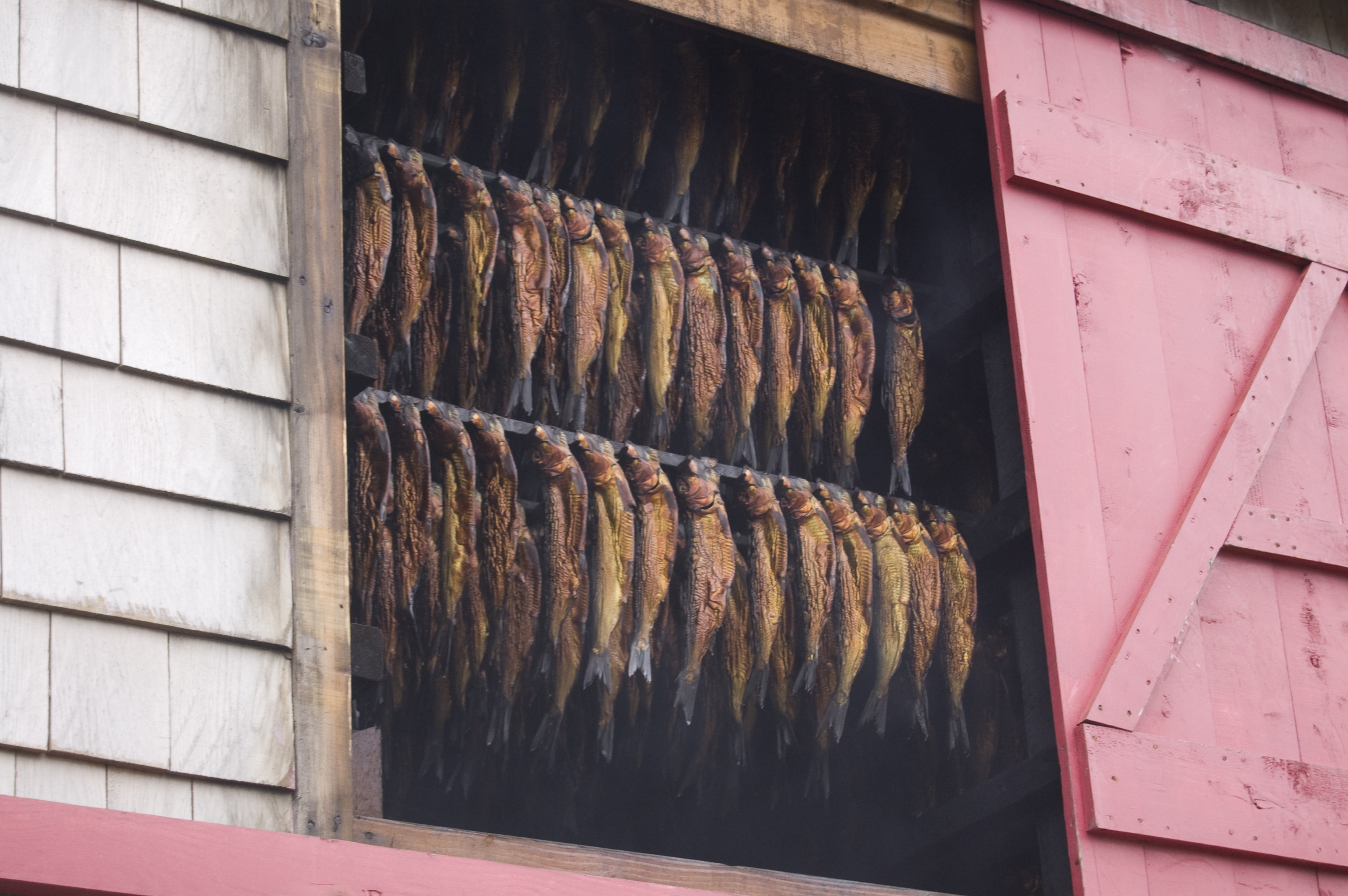
Boucanage du hareng

### Cochonnailles
Les charcuteries à base de porc sont traditionnellement nommées cochonnailles. L’une des plus populaires d'entre elles est certainement les cretons. Il s’agit de porc haché, de lard, de lait et de céréales cuits ensemble et aromatisés afin d’obtenir après refroidissement une tartinade crémeuse. Les cretons sont mangés sur des rôties avec de la moutarde, au déjeuner ou en collation. Si une autre viande que le porc est utilisée, comme le veau ou la volaille, les bouchers parlent de cretonnade, quoique dans le langage courant cretons reste la norme pour toute tartinade de viande.
La tête fromagée ou fromage de tête trouve la même utilisation que les cretons.
Le boudin québécois contient souvent du lard, du lait et des oignons en plus du sang de porc. Il est servi poêlé avec un accompagnement sucré ou une sauce. Depuis 2018, une association québécoise décerne le prix du meilleur boudin à chaque année.
Les plorines — ou pleurines, plârines — sont constituées de lard et de viande aromatisés enveloppés dans de la crépine de porc. D’autres ingrédients peuvent entrer dans sa composition, comme des œufs ou de la mie de pain. Le bœuf est parfois utilisé.
Les oreilles de Christ sont des morceaux de lard frits dans la graisse jusqu’à ce qu’ils deviennent croustillants. Ils sont mangés en amuse-gueule ou avec du sirop d’érable, notamment dans les cabanes à sucre.

Le lard est salé à des fins de conservation et entre dans la composition de nombreuses recettes québécoises. Son utilisation a cependant grandement diminué dans les dernières années en raison des torts associés aux graisses animales.

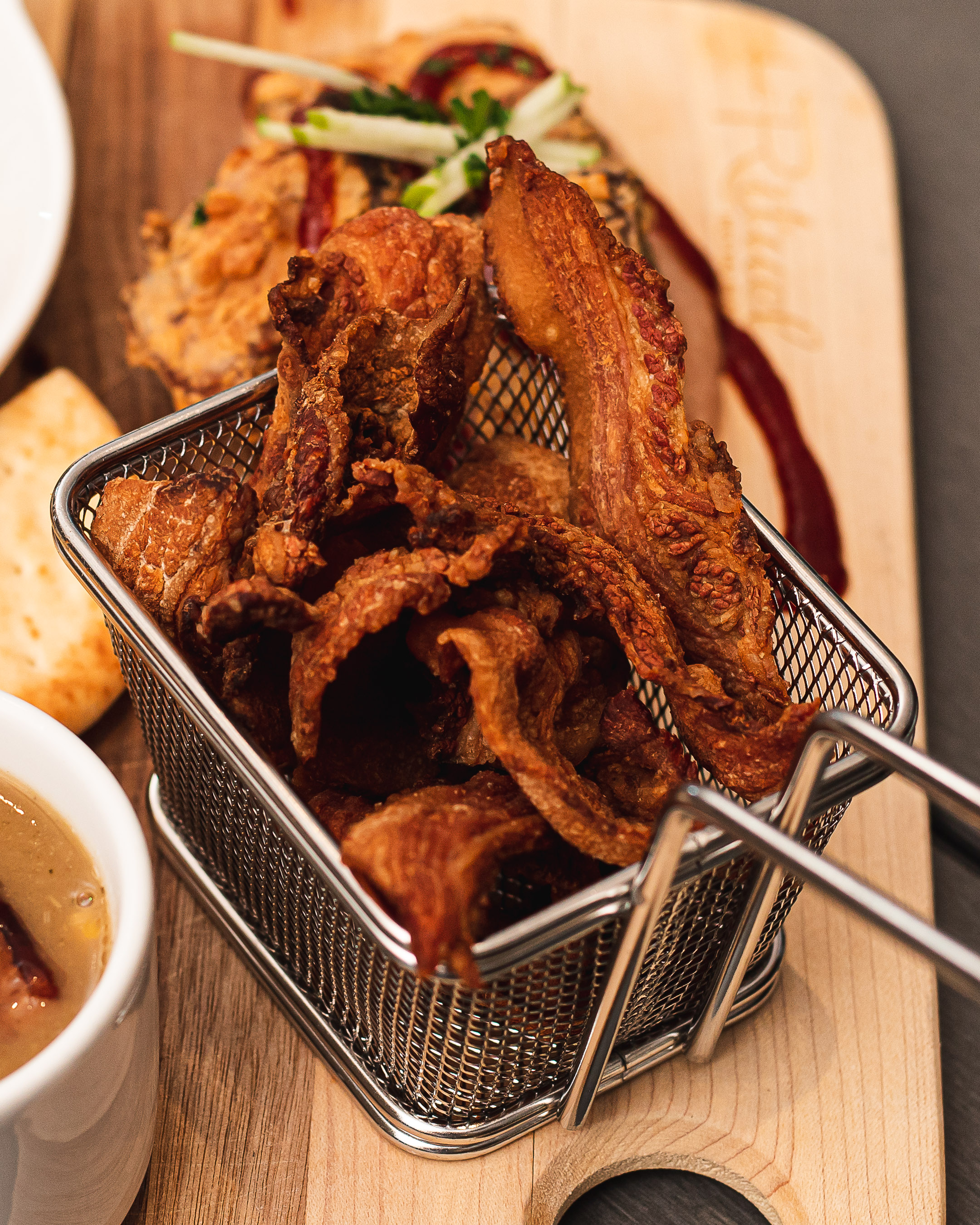
Oreilles de Christ
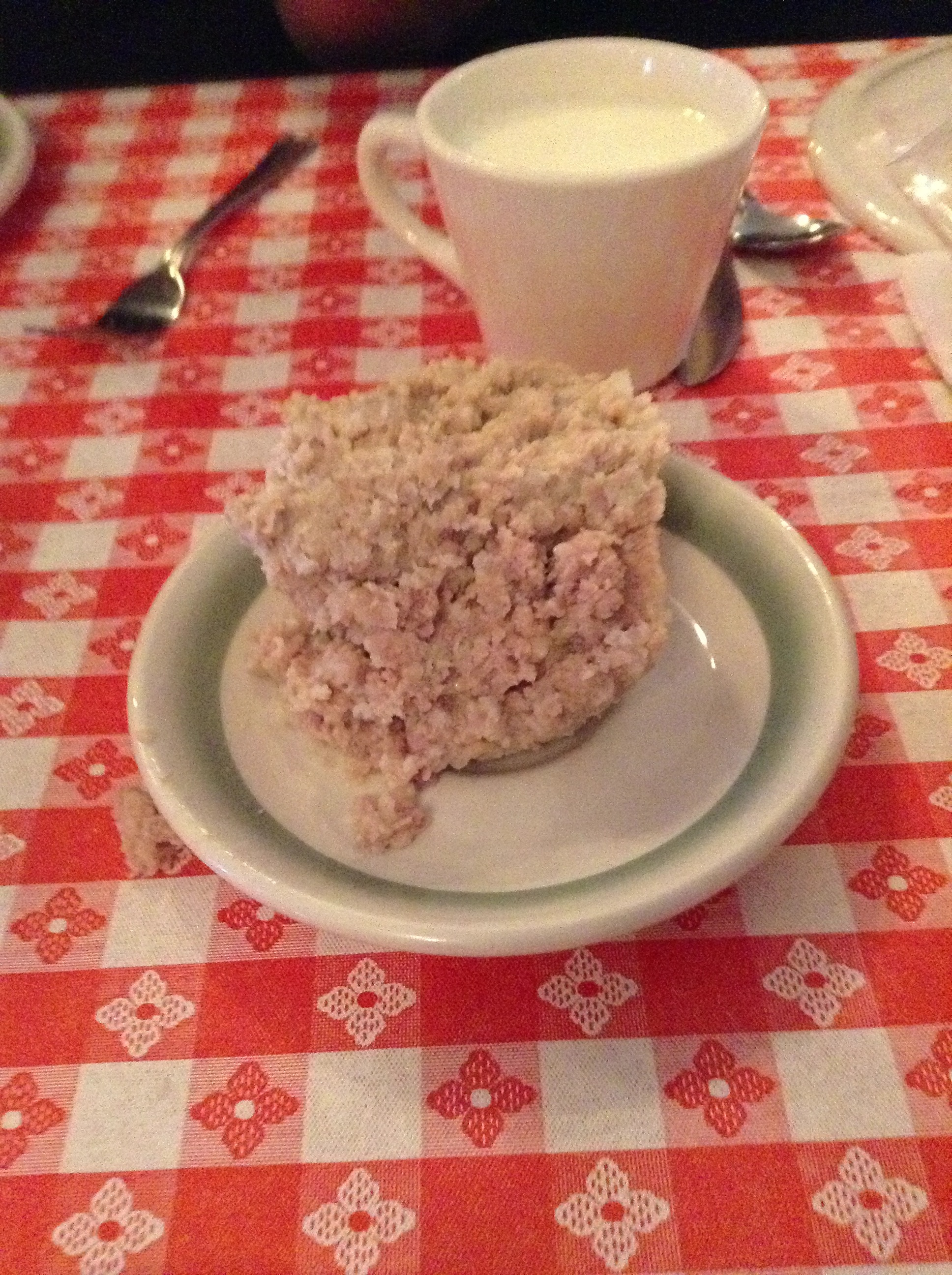
Cretons

## Pâtisserie
Les crêpes sont à base de farine de blé ou de sarrasin. Dans ce dernier cas elles sont dénommées "galette" comme lors du festival de Louiseville. Les crêpes québécoises sont plus épaisses que les crêpes françaises mais ne sont pas des pancakes anglo-saxons. Elles sont le plus populaire au déjeuner, avec du sirop d’érable, de la cassonade ou des petits fruits. Elles peuvent cependant être consommées salées à d’autres repas. Cuites avec des lardons elles étaient par exemple appelées catalognes.
Les beignes sont constitués d’une rondelle de pâte frite dans l’huile, ce qui leur donne leur forme ronde caractéristique. Le trou du milieu est constitué en retirant une petite boule de pâte qui est ensuite consommée sous le nom de trou de beigne. L’accompagnement par excellence des beignes est le sucre glace. Moins traditionnels, les beignes maisons peuvent parfois être cuits au four.
Les croquignoles sont également frites mais la pâte prend d’autres formes, elle est notamment tressée, torsadée ou encore découpée en rectangle. Moins populaire que les beignes, on les retrouve surtout dans les régions rurales.
Le pain doré désigne un pain préalablement trempé dans un mélange d’œuf et de lait avant d’être cuit. Il est servi au déjeuner notamment accompagné de sirop d’érable.
Les tartes sont souvent constituées avec de la pâte brisée. Les garnitures les plus populaires sont à base de fruits comme le bleuet, la pomme, la fraise ou la framboise. La tarte au sucre est constituée d’un mélange de beurre ou de crème fraîche et de cassonade. La tarte à la farlouche remplace le beurre par de la mélasse et des raisins secs. La tarte au suif incorpore du gras de bœuf.
Le sucre à la crème est par ailleurs une petite friandise constituée de crème, de cassonade et de beurre.
Le pet de sœur est une pâte saupoudrée de cassonade et de beurre fondu puis enroulée comme une brioche.
Le gâteau aux carottes est très populaire. À Noël se déguste traditionnellement une bûche de Noël. Le pouding chômeur est un gâteau blanc imprégné de sirop d’érable ou de cassonade. Les grands-pères sont un gâteau en forme de boule souvent dégusté simplement recouvert de sirop. Ils peuvent être farcis avec des fruits. Ils sont parfois incorporés dans des mets salés comme la sabane, un ragoût de lapin.

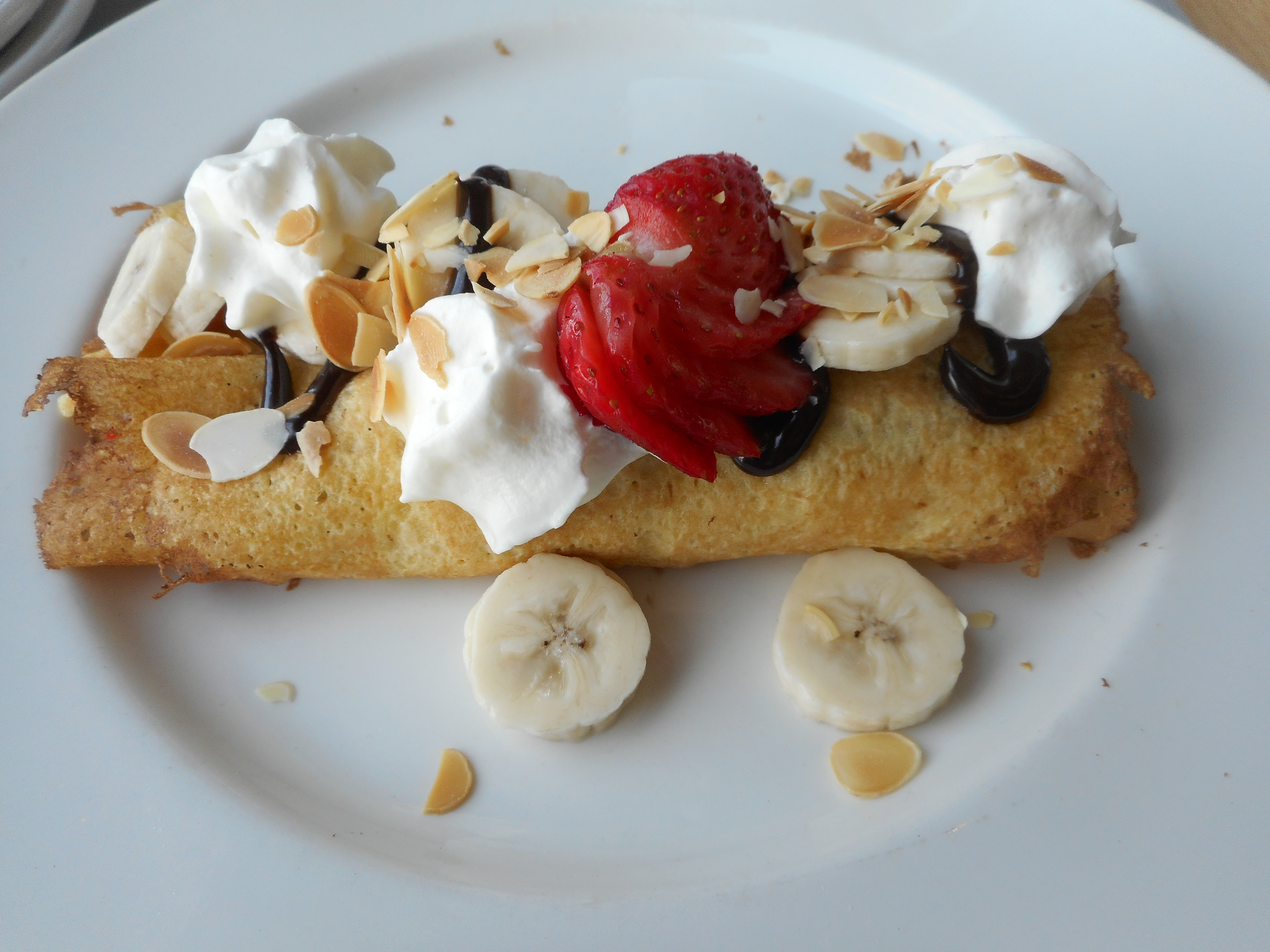
Crêpe garnie
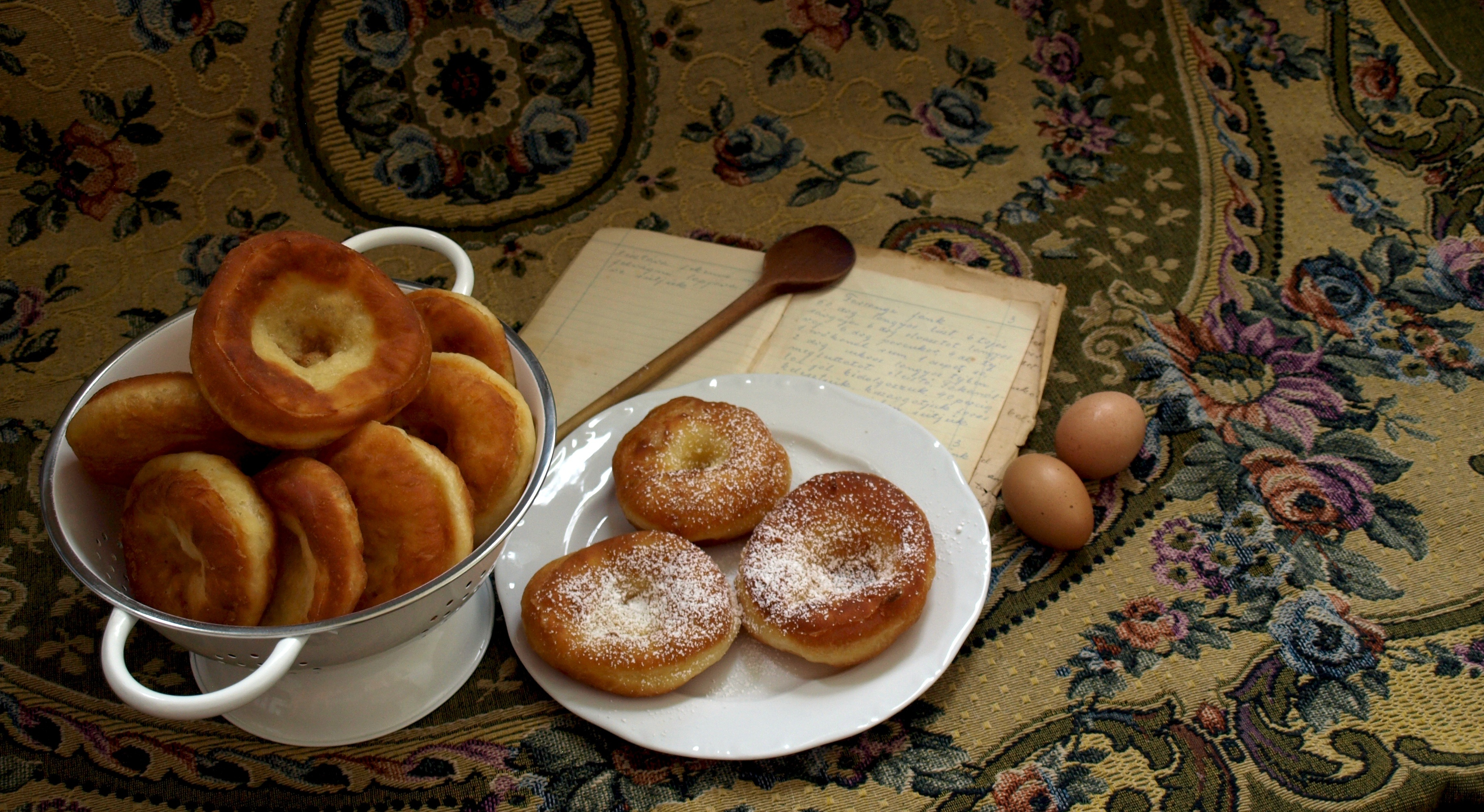
Beignes
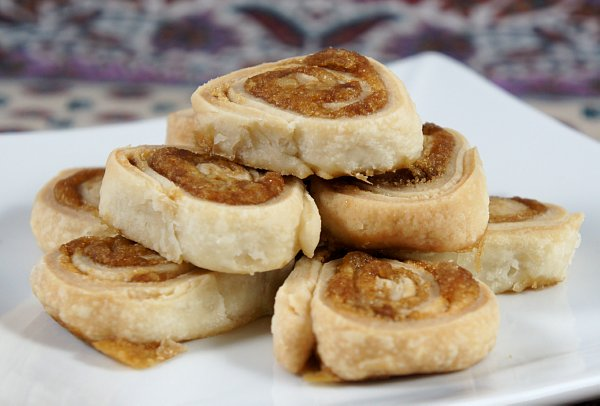
Pet de sœur

## Boissons
- Cidre glacé
- Vin glacé
- Bière d'épinette (boisson non alcoolisée malgré son nom)
- Caribou

## Recettes

### Les pains
Le pain de ménage, aussi appelé pain de fesse en raison des deux gonflements qui le caractérisent parfois, est un pain de mie domestique. Il est né durant la première partie du XIXe siècle à l'arrivée de moules métalliques rectangulaires et de farine blanche d'importation américaine dans les ménages québécois. Il peut être cuit au four à pain ou à même le four d'une cuisinière.

Le bagel de Montréal a été importé par l'immigration ashkénaze au XXe siècle. Il s'agit d'un pain au levain naturel contenant du malt et des œufs et cuit au four à bois après une immersion dans de l'eau légèrement sucré. Il est aujourd'hui populaire dans toute la province, comptant sur un grand nombre de boulangeries spécialisées.

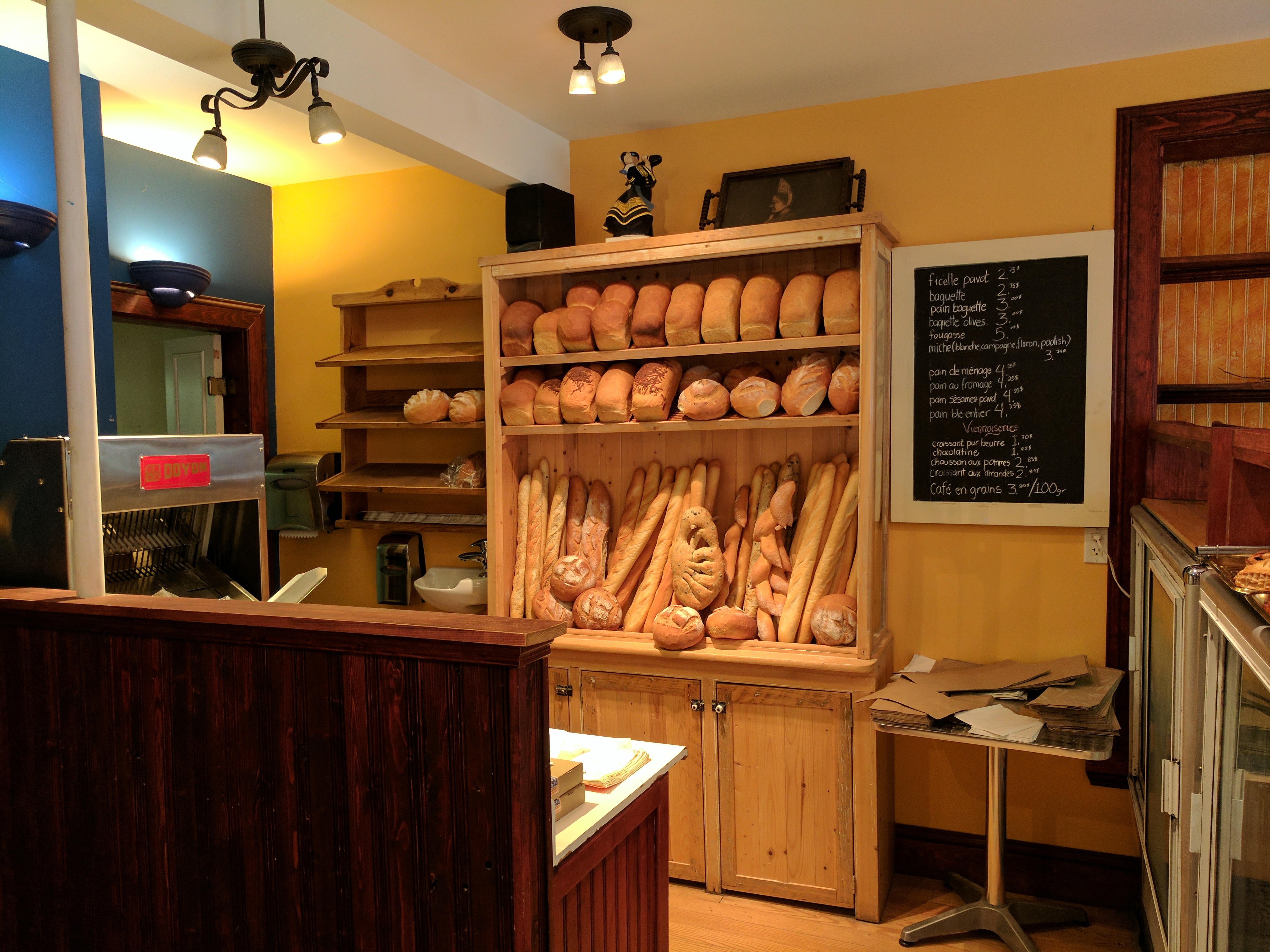
Boulangerie à Montmagny. Les deux rangées du haut présentent différents types de pain de ménage.
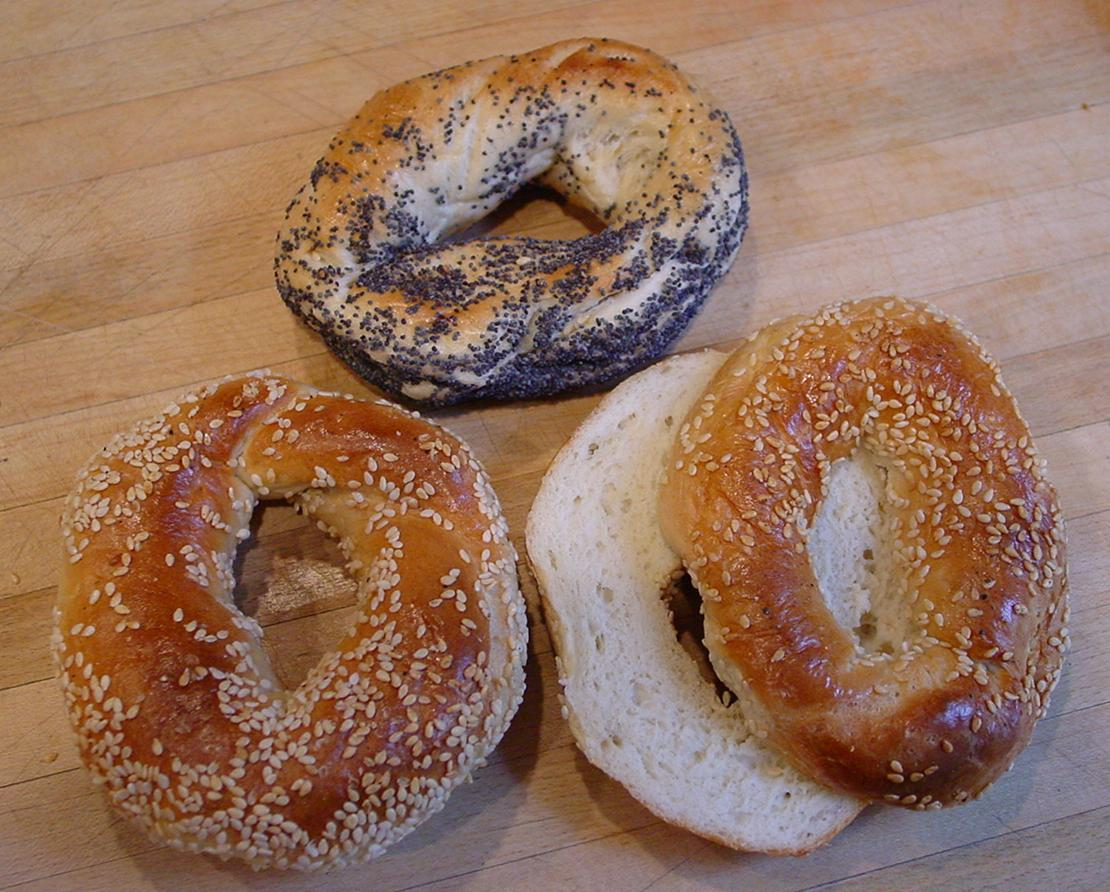
Bagels de Montréal

### Les soupes
Traditionnellement, le repas québécois commençait par une entrée de soupe. Aujourd’hui, elle est encore très appréciée, notamment en hiver. La soupe de légumineuses est très fréquente, soit aux pois jaunes soit aux gourganes. On retrouve aussi de la soupe à l’orge et de la soupe à la poulette grasse. Le lard est souvent cuit dans le bouillon et parfois servi à part, comme dans une potée. On y retrouve souvent de l’oignon, de la carotte et du céleri.
La gibelotte est une soupe-repas à base de bouillon tomaté et de poissons (perchaude ou barbotte). On y retrouve des légumes en grande quantité, dont des pommes de terre, du blé d’inde et des haricots.
La quiaude est à base de morue, traditionnellement les parties inaptes à l’industrie, comme le foie, les nauves, la tête ou les bajoues. On y retrouve aussi des pommes de terre. Elle est à rapprocher de la tchaude acadienne.
Il est parfois encore courant de consommé du bouillon de volaille avant un repas, par exemple celui de la dinde à Noël, ou encore de légumes ou de bœuf.
- Soupe à la poulette grasse[69]
- Soupe aux gourganes
- Soupe à l'orge perlé

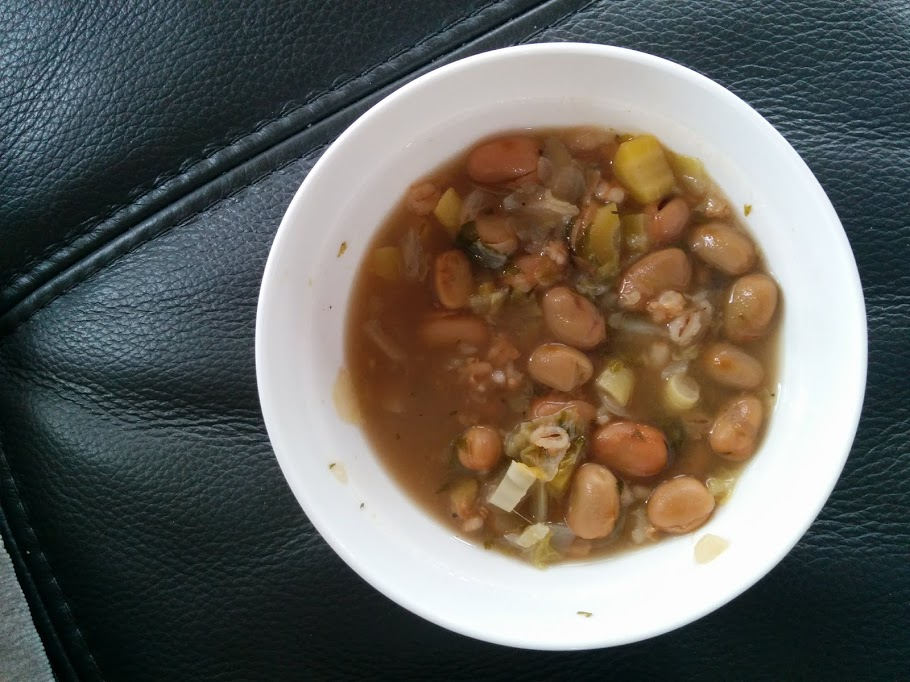
Soupe aux pois  - Les ingrédients d'une soupe aux gourganes peut varier selon la région.
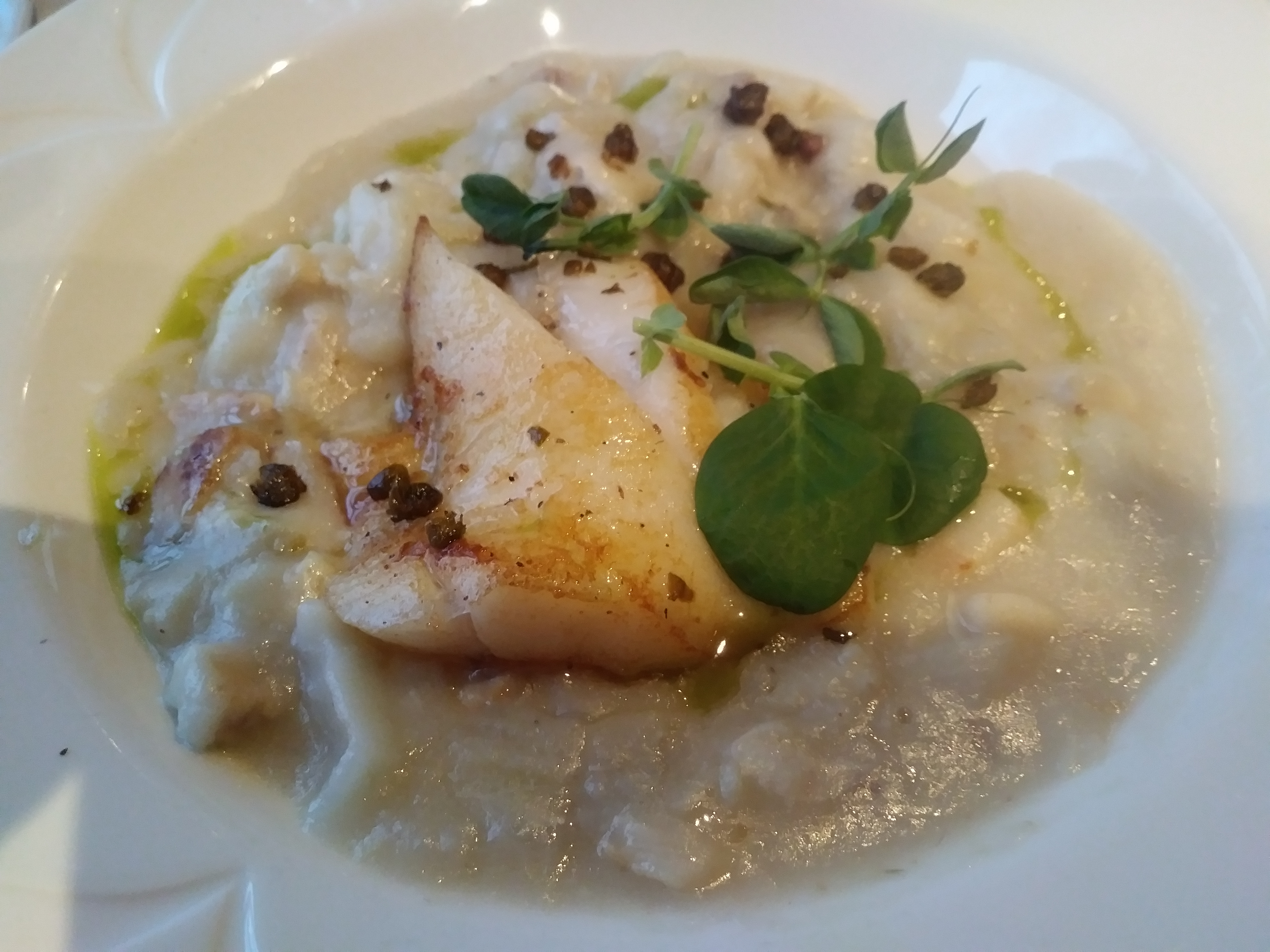
Quiaude au turbot
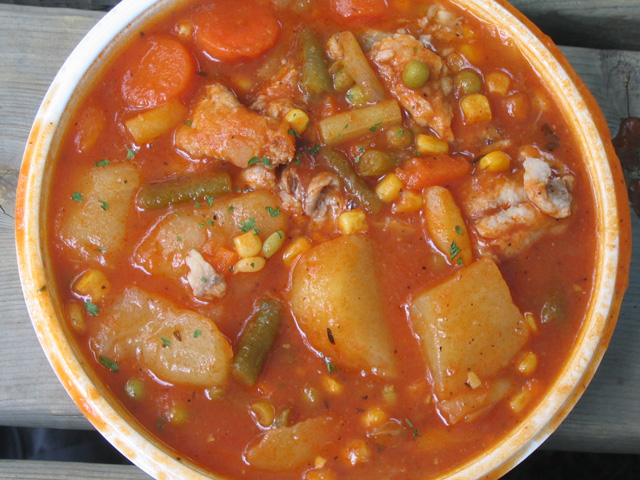
Gibelotte
  - Quiaude au turbot
  - Gibelotte

### Les tourtes
Les tourtes salées à la viande sont très populaires et diffèrent en taille et en ingrédients à travers la province. Elles ont cependant en commun d'être habituellement constitués de pâte brisée. Les plus fréquentes sont constituées de viande hachée et peuvent avoir de quelques centimètres de diamètre à une vingtaine environ, sur le modèle d'une tarte. Elles sont souvent appelées tourtière dans l'ouest de la province et pâté à la viande dans l'est. Ces tourtes ont une origine britannique. Sur ce modèle sont d'ailleurs couramment concoctés des pâtés dont la farce est constituée de poulet ou de saumon.
Les plus grosses sont constituées de viande, de lard et de légumes coupés en cube et de bouillon, le tout cuisant plusieurs heures, formant une sorte de potée dans l'appareil. La viande varie d'une région à l'autre dépendamment des disponibilités alors que les accompagnements sont la plupart du temps limités à la pomme de terre et à l'oignon. Au Saguenay–Lac-Saint-Jean, en Haute-Côte-Nord et en Charlevoix, cette tourte est appelée tourtière. Dans le reste de la province, on parlera plutôt de cipâte ou de cipaille, alors que l'on retrouve l'appellation tourtière du Lac-Saint-Jean à Montréal. Le cipaille est parfois différent de la tourtière du nord, par exemple en incorporant une abaisse de pâte supplémentaire dans le milieu de l'appareil.
Sur l'Île aux Coudres subsistent la tradition des pâtés croches, qui sont de petits pâtés tenant leur nom de leur forme caractéristique. Au Saguenay les recettes diffèrent et on parle plutôt de pâtés plissés. Ces derniers sont souvent dégustés froids, sans accompagnement.

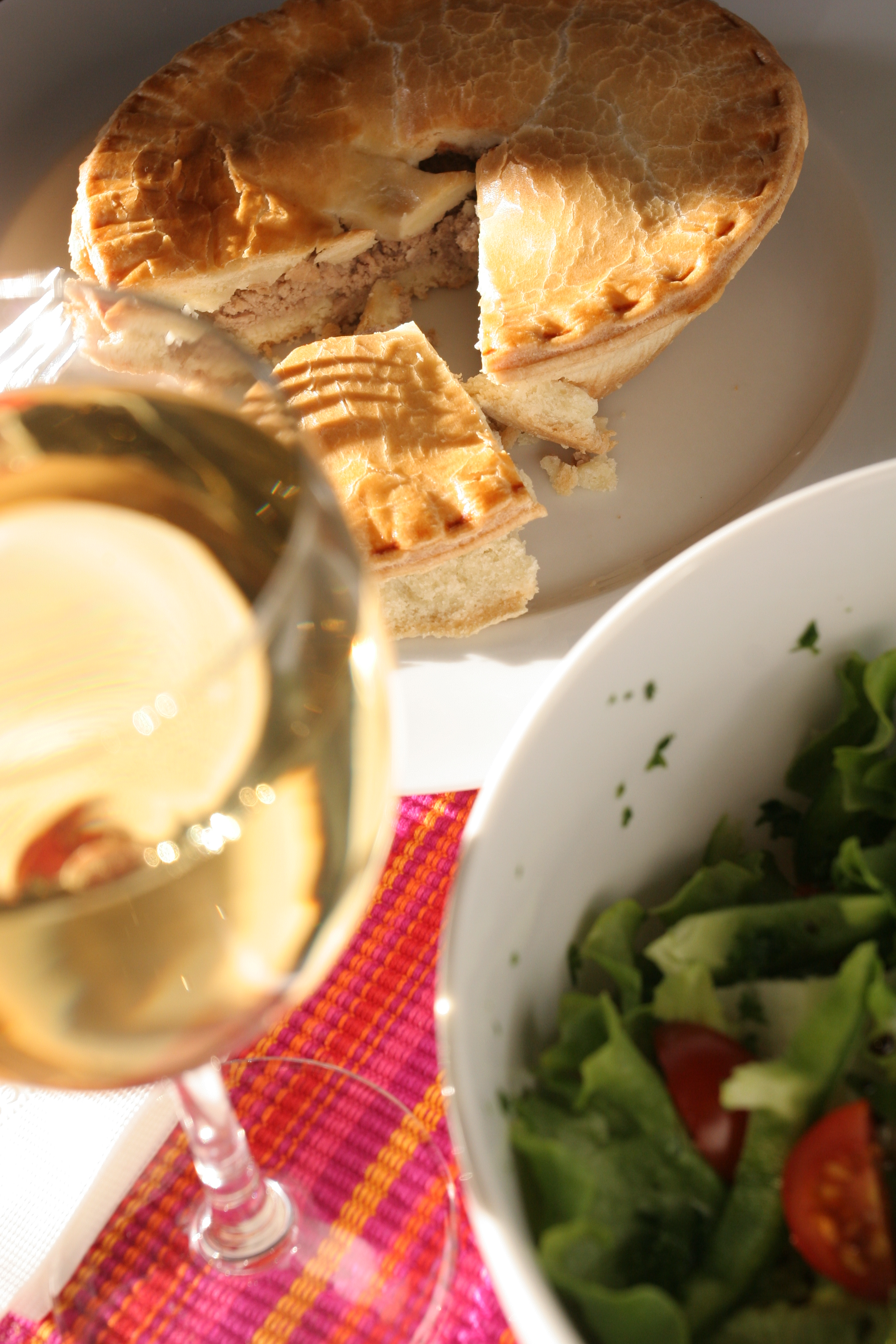
Pâté à la viande ou tourtière.
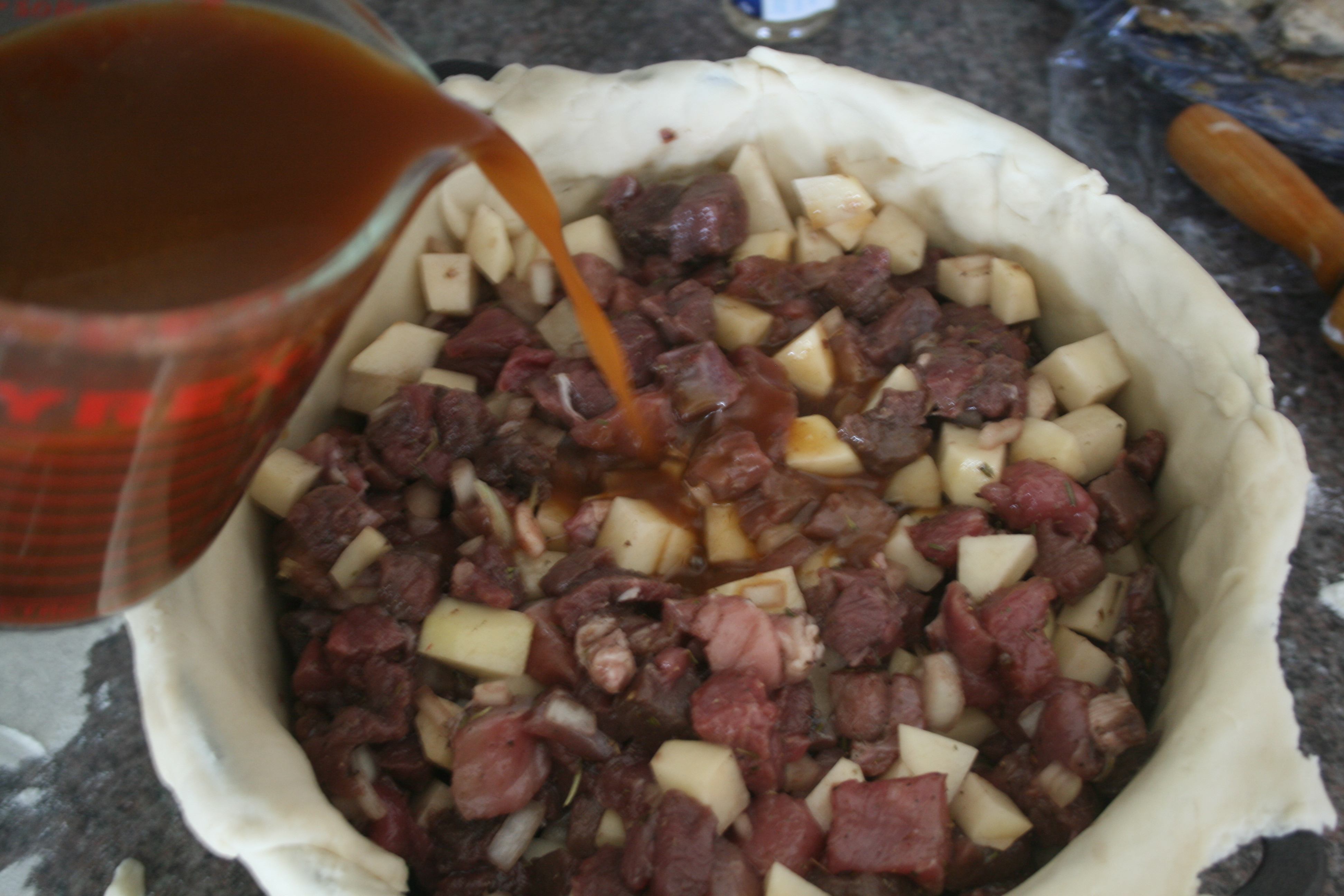
Versage du bouillon dans une tourtière constituée de chevreuil et d'orignal. La cuisson durera plusieurs heures.
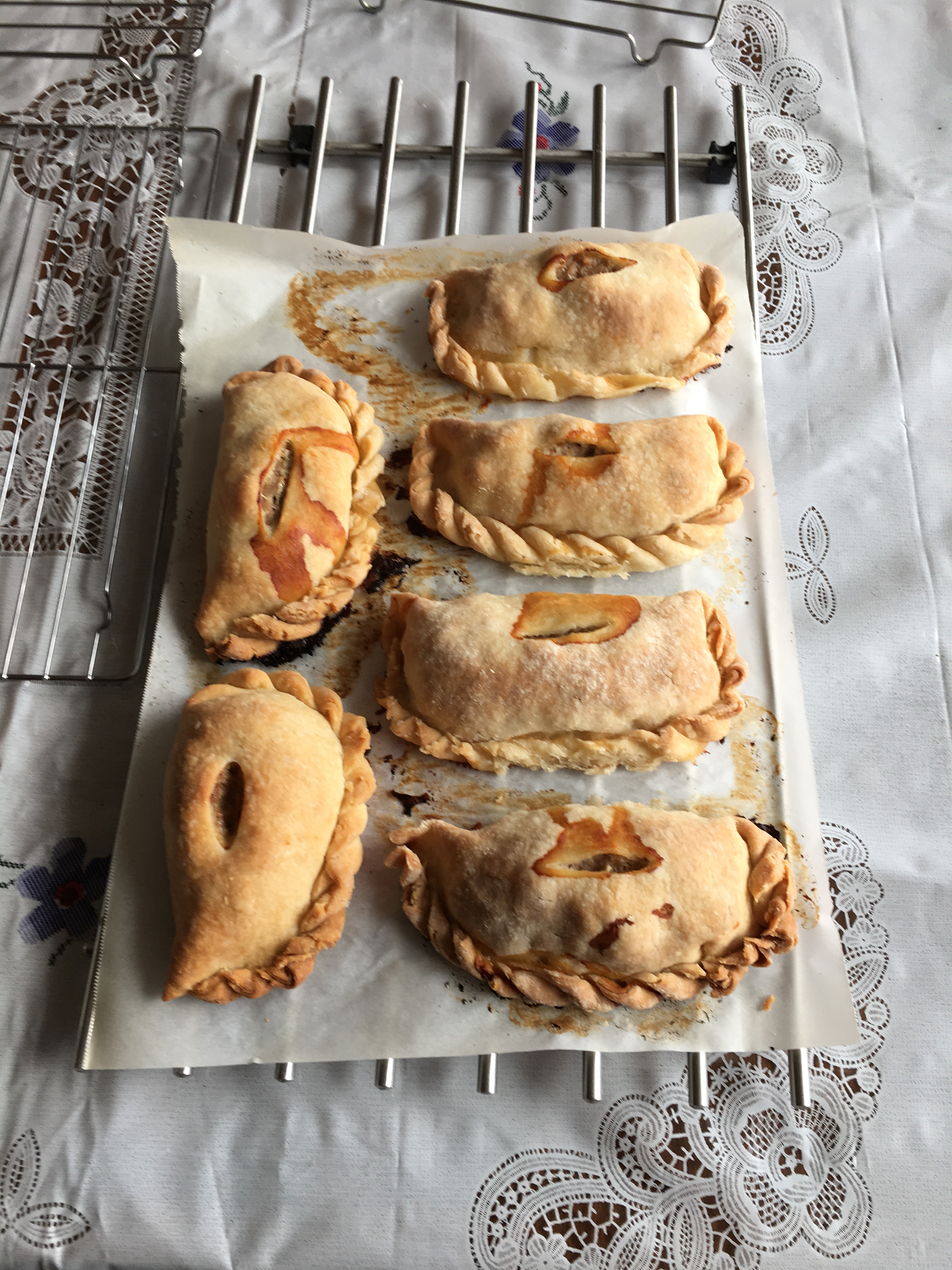
Pâtés plissés du Saguenay.

### Les ragoûts
Le ragoût désigne un plat en sauce dont l’épaisseur est obtenue traditionnellement par l’ajout de farine grillée, qui est le liant de la cuisine québécoise. Le goût de la sauce varie selon le degré de cuisson de la farine.
Les aliments de base du ragoût sont de la viande de porc et des légumes comme les pommes de terre et les carottes. Il est de coutume d’aromatiser la sauce avec du clou de girofle. Le jarret du porc est la coupe la plus populaire dans le ragoût de pattes de cochon. Le ragoût de boulettes, quant à lui, incorpore de petites charcuteries rondes à base de viande hachée et de chapelure.

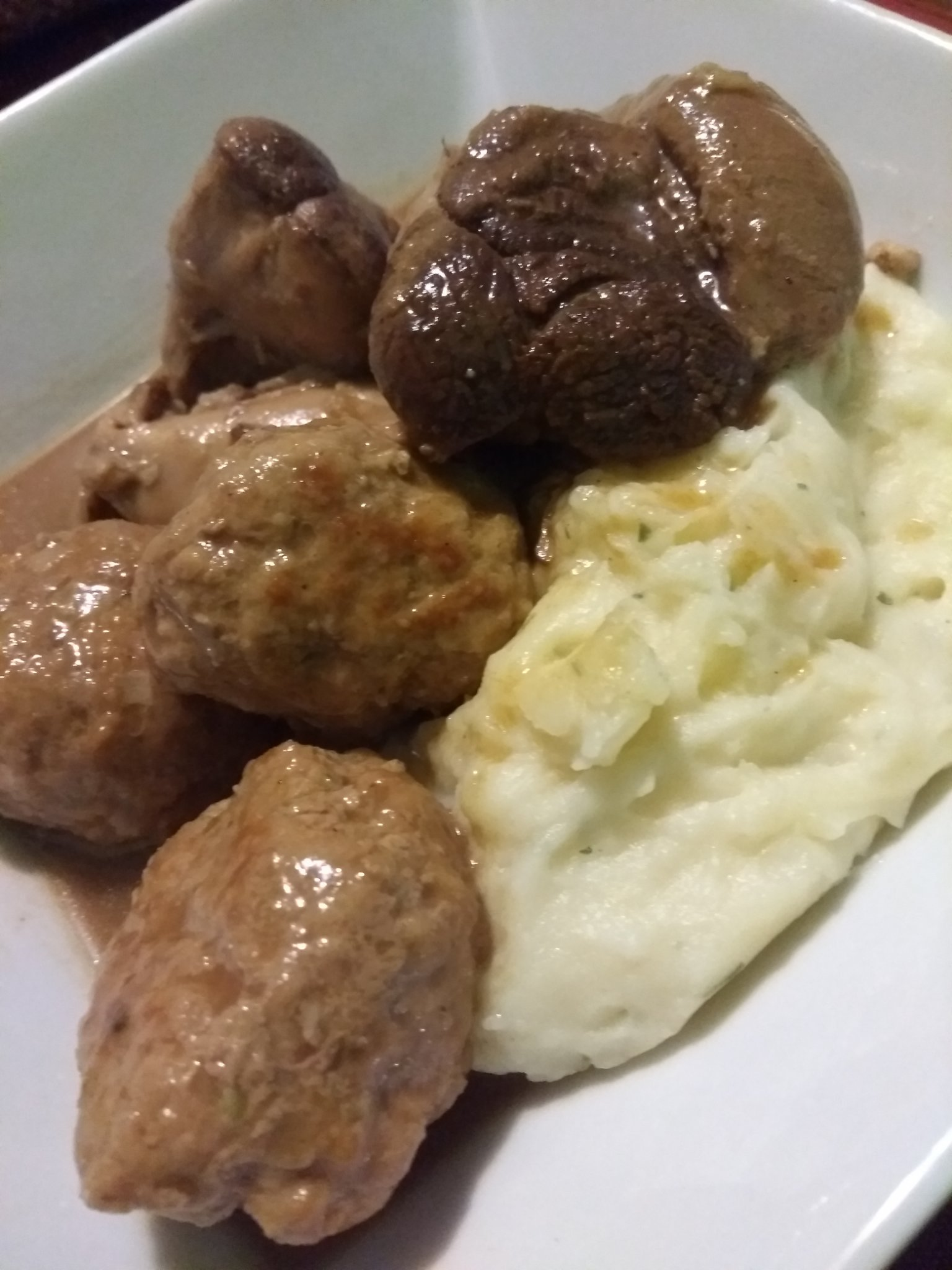
Ce mélange de ragoût de boulettes et de ragoût de pattes de cochon est accompagné de purée de pommes de terre.

### Le pâté chinois
Le pâté chinois est un plat composé d'une base de viande hachée (généralement du bœuf) et de grains de maïs recouvert d'une purée de pomme de terre, puis passé au four. À l'image du pastel de papa populaire en Amérique du Sud, il provient des divers cottage pie britannique. Sa simplicité et son faible coût lui ont assuré une grande popularité. En 2007, un sondage mené par le Le Devoir l'a élu plat national du Québec.

### Les rôtis de porc
Une des manières la plus populaire de cuisiner le porc est de le rôtir au four. L'épaule de porc est une des coupes les plus couramment utilisée pour ce plat. L'os et la couenne sont gardés avec la viande afin d'aromatiser le bouillon. Le rôti est généralement accompagné de légumes, habituellement des pommes de terre, qui cuisent lentement avec lui et s'imprègnent de ses saveurs.

## Spécialités régionales
Certaines régions du Québec sont connues pour des aliments ou des produits spécifiques. La région de Montréal est l'origine du smoked meat de Montréal, les bagels de Montréal, les hot-dogs de Montréal (aussi appelés « steamies ») et les melons de Montréal. Au Saguenay-Lac-Saint-Jean, on retrouve la tourtière du Lac-Saint-Jean, de la soupe aux gourganes et le Saguenay Dry. Puis, le Centre-du-Québec a créé la poutine.
Le Québec maritime, reconnu pour ses poissons et fruits de mer, est une région où l'on consomme le cipaille pendant les fêtes. De plus, le pot-en-pot des îles de la Madeleine est un plat des Îles-de-la-Madeleine. Le Nunavik est reconnu pour le nikku, puanaasi et uujuk.
Certaines municipalités sont associées à des viandes de qualité, comme le canard du lac Brome ou l'agneau de Charlevoix.

## Restauration rapide
La restauration rapide a fait son apparition au Québec pendant la Seconde Guerre mondiale en provenance des États-Unis. La popularité de cette nourriture économique a permis l'apparition d'une multitude de casse-croûtes équivalant souvent à des entreprises familiales avant l'importation de grandes chaînes. Il y est généralement servi des hamburgers, des hot-dogs, des frites, de la poutine et des club sandwichs. On comptait 1 433 de ces établissements en 2016.
Le goût québécois a fait en sorte de populariser dans ces établissements certaines techniques que l'on ne retrouve pas ou plus rarement dans le reste de l'Amérique du Nord. Par exemple, les hot-dogs cuit à la vapeur appelé «steamés» sont très populaires et il est la norme de demander aux consommateurs leur préférence de cuisson. Ces hot-dogs sont généralement garnis de salade de chou, de moutarde jaune sucrée, d'oignon et de relish sucré,. Le gravy industriel typiquement américain a donné la sauce brune, qui consiste en un mélange de fonds déshydratés de poulet et de bœuf avec des épices, de la graisse animale et du vinaigre. Un fond de poulet légèrement pimenté est appelé sauce barbecue. Ces deux variantes sont utilisées pour recouvrir des frites (on parle alors de frite-sauce) et certains plats comme le hot chicken (qui consiste à du poulet entre deux tranches de pain recouvert de petits pois) ou le hot hamburger (qui consiste à un hamburger sans garniture recouvert de sauce, avec oignons rotis et parfois dee petits pois). C'est de là que provient également le mets le plus emblématique de la restauration rapide québécoise, la poutine et ses variantes (galvaude, etc.). Cette dernière a même fait l'objet d'adaptations gourmettes par certains chefs, par exemple la poutine au foie gras.
L'après guerre voit également la popularisation de pizzerias servant des pizzas américaines, de rôtisseries de poulet et de restaurant déjeuner servant des déjeuners anglais.
Les delicatessen de Montréal capitalisèrent sur la popularité du smoked meat en se spécialisant dans le service de sandwich à la viande fumée constitué de moutarde et de pain de seigle et accompagné d'un cornichon. Aujourd'hui on retrouve ce genre de sandwich dans de nombreux casse-croûtes et dans des chaînes spécialisées.
Plus récemment, l'immigration libanaise a popularisé des établissements servant des chawarmas. Ils servent notamment une variante appelée shish taouk qui est très populaire.
De nombreux restaurant-minutes québécois sont devenus des chaînes, tels que Lafleur, Valentine, La Belle Province, Ashton, Chez Cora ou encore Saint-Hubert.

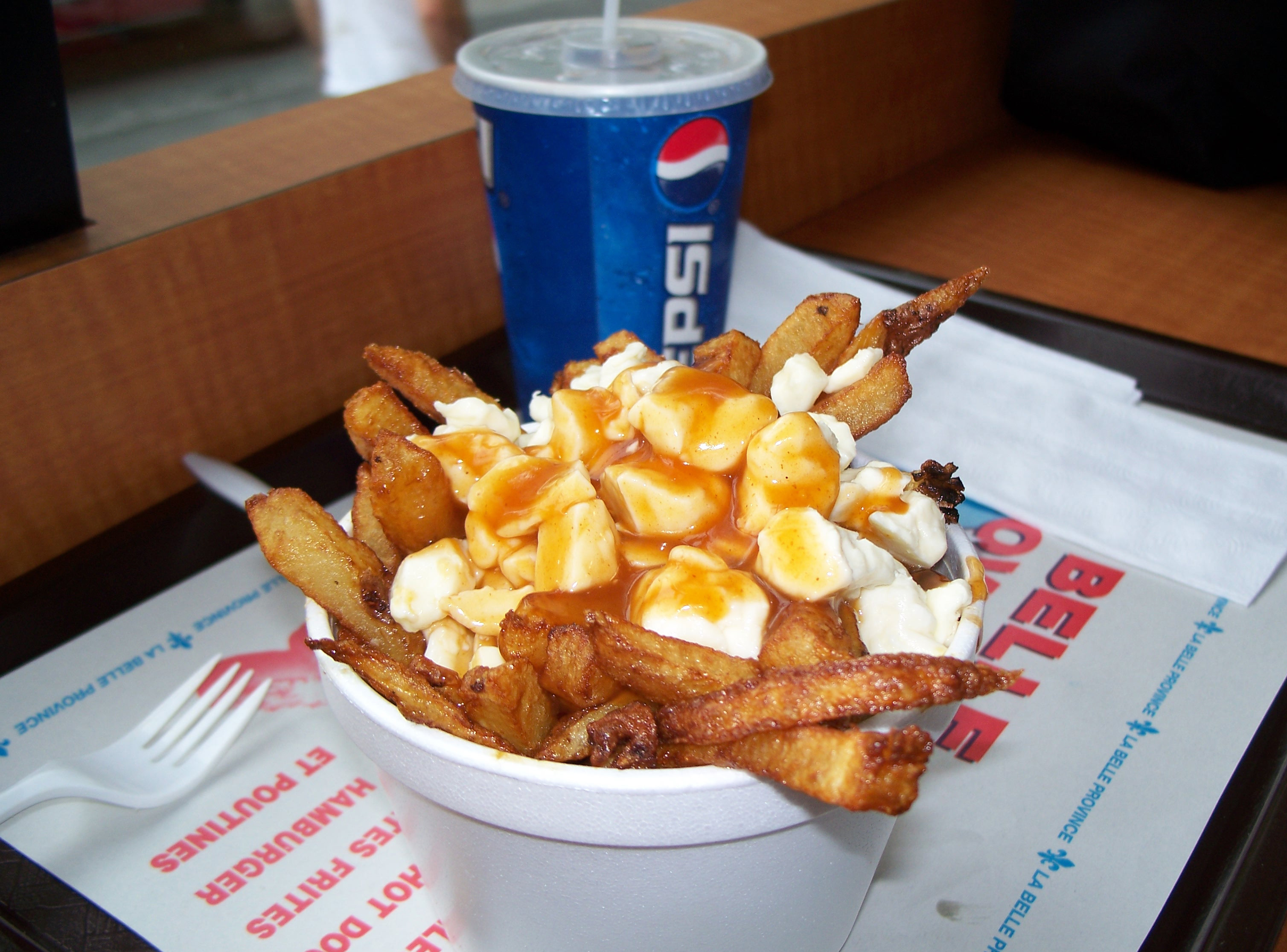
Poutine
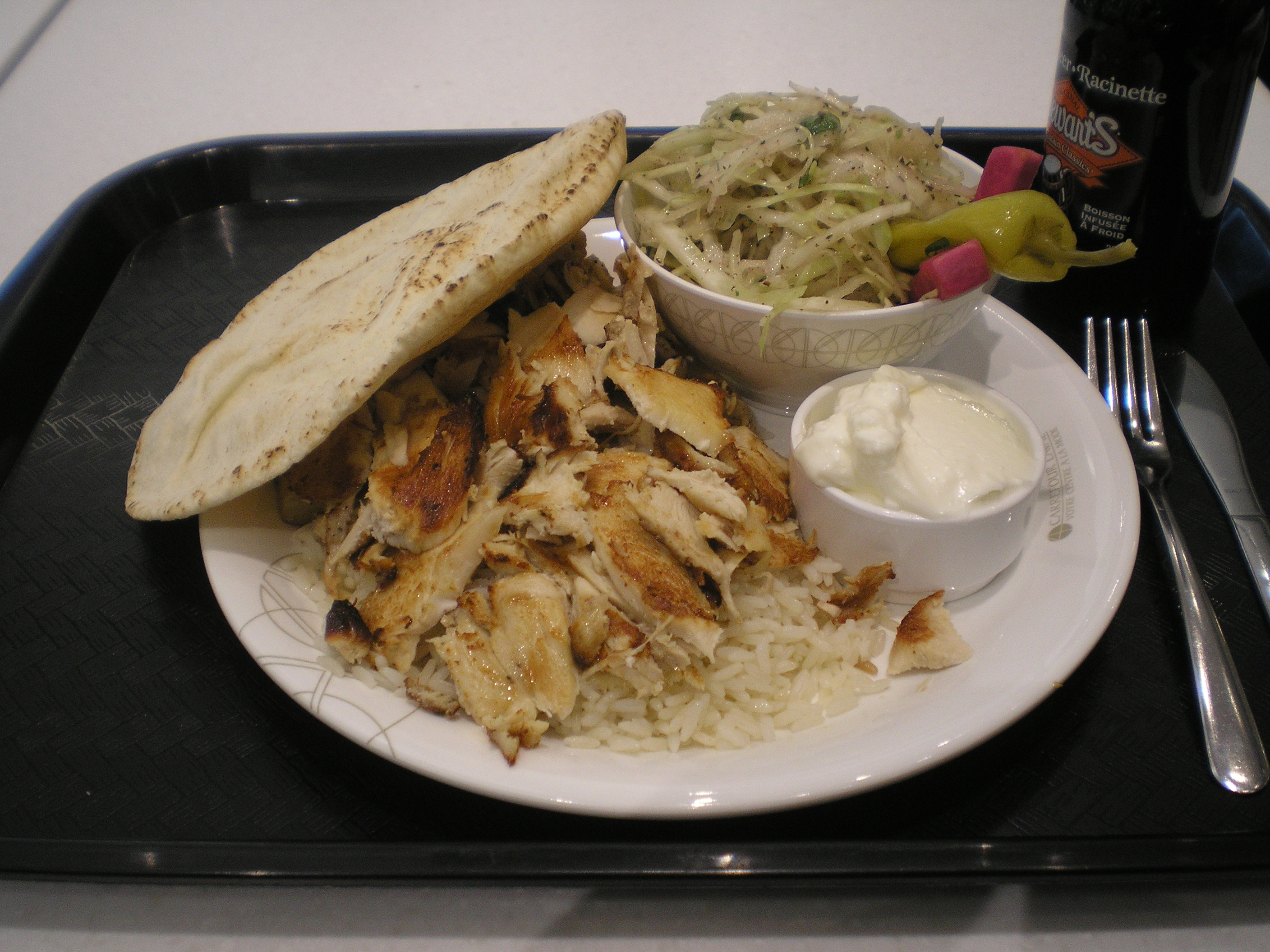
Shish taouk
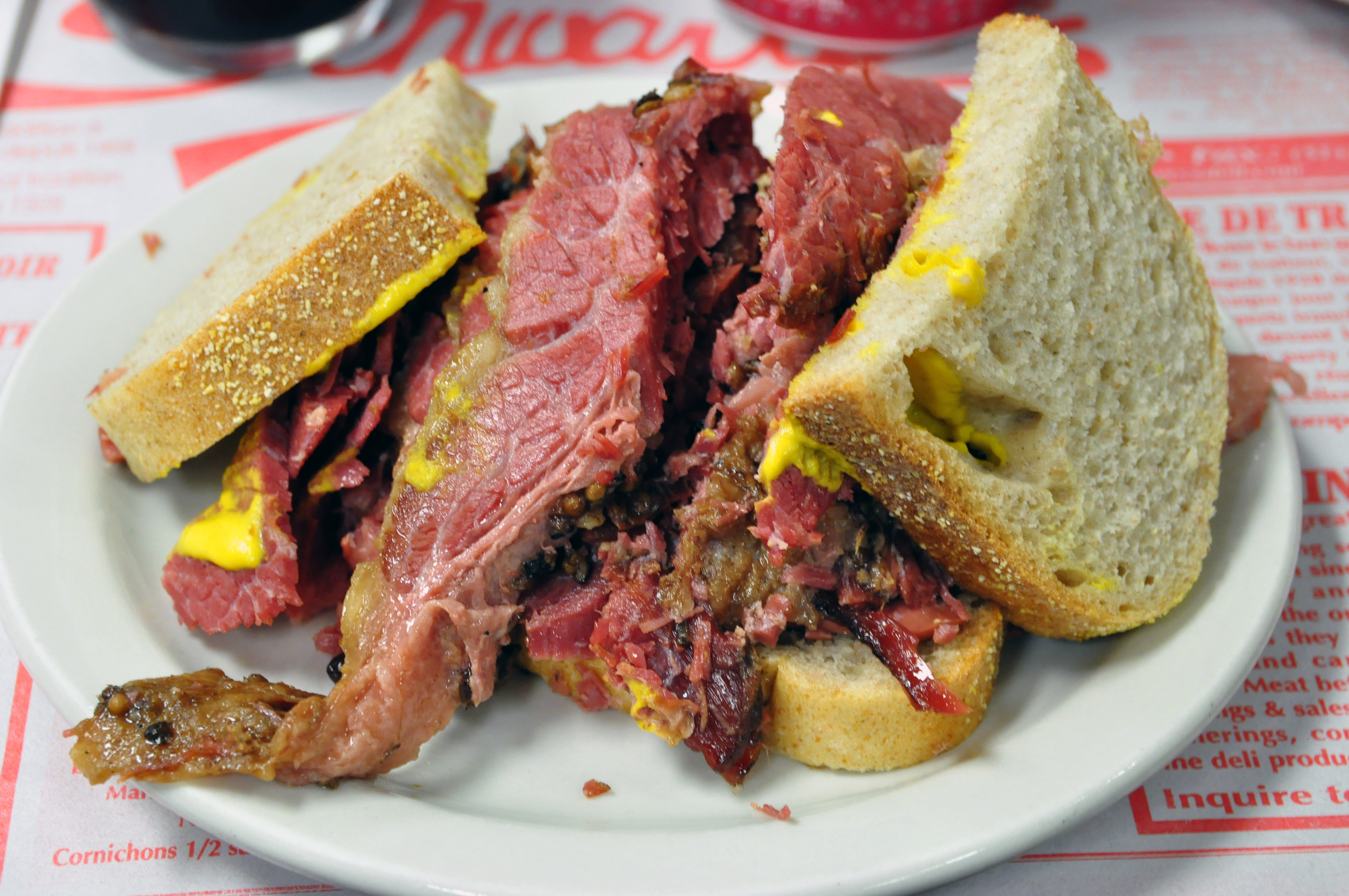
Sandwich à la viande fumée

## Cuisine des fêtes
Ce tableau comprend un mélange entre les jours fériés et fêtes culturelles du Québec. Il faut noter que le temps des fêtes est composé de plusieurs fêtes : la Veille de Noël, le Réveillon, la Messe de minuit, Noël, Après-Noël, la Veille du jour de l'an, le Jour de l'an et l'Épiphanie. La Mi-Carême n'est aussi que célébrée à L'Isle-aux-Coudres, aux Îles-de-la-Madeleine, à Saint-Antoine-de-l'Isle-aux-Grues et à Natashquan.
|  | Fête                            | Cuisine | Fête                        | Cuisine |
|  | ------------------------------- | --- | --------------------------- | --- |
|  | Saint-Valentin                  | Nourriture en forme de cœur, Bonbons de la St. Valentin (ex. sweethearts (en)), Chocolat | Saint-Jean-Baptiste         | Boissons alcoolisées (les boissons bleues et/ou québécoises comme le vin québécois, la bière québécoise ou le cidre québécois sont préférées), Cuisine québécoise (ex. poutine, salade de macaroni, pâté chinois, pets-de-sœur, etc.), Nourriture cuite sur le barbecue (ex. steak, hamburgers, blé d'Inde, etc.), Chips, Nachos, Salade |
|  | Saint-Patrick                   | Boissons alcoolisées (la bière et le whiskey irlandais sont préférés) | Jour du déménagement        | Pizza |
|  | Temps des sucres                | Produits de l'acériculture comme du sirop d'érable, de la tire d'érable et du beurre d'érable, ainsi qu'un déjeuner traditionnel composé de Fèves au lard, Oreilles de crisse, œufs, jambon, pommes de terre et bacon. | Fête du Canada              | N/A |
|  | Poisson d'avril                 | N/A | Noël des campeurs           | Canes de Noël, Tourtière, Nourriture cuite sur le barbecue (ex. steak, hamburgers, blé d'Inde, etc.) |
|  | Mi-Carême                       | N/A | Vacances de la construction | N/A |
|  | Vendredi saint                  | N/A | Fête du Travail             | N/A |
|  | Pâques                          | Chocolat, Œufs de chocolat | Temps des pommes            | Mets qui utilisent des pommes (ex. tarte aux pommes, croustade aux pommes, pomme sucrée, etc.) |
|  | Lundi de Pâques                 | N/A | Action de grâce             | Souper de l'Action de Grâce, tarte à la citrouille, tourtière |
|  | Fête des Mères                  | N/A | Halloween                   | Bonbons de l'Halloween, tarte à la citrouille, graine de citrouille, Chips, plats « épeurants » inspirés de l'Halloween |
|  | Journée nationale des patriotes | N/A | Jour du Souvenir            | N/A |
|  | Fête des Pères                  | N/A | Temps des fêtes             | Cuisine québécoise, comme la tourtière, les beignes, la tarte au sucre, le jambon à l'érable, la bûche de Noël, le cipâte, etc. On y voit aussi des boissons alcoolisées, des canes de Noël, du chocolat chaud et, durant l'Épiphanie, la galette des rois.                                                                              |

## Médias québécois et gastronomie
Plusieurs émissions de télévision sont ou ont été consacrées à la gastronomie et à la cuisine au Québec (À la di Stasio, L'Effet Vézina, Le Cuisinier rebelle, Curieux Bégin, Les Chefs!, Et que ça saute, Ricardo, etc.) de même qu'une chaîne de télévision (Zeste). On retrouve également des chroniques régulières sur le sujet dans des quotidiens importants. Des maisons d'édition, comme Les Éditions Debeur, sont consacrées au sujet.
Depuis le 22 février 2016, le guide Gault et Millau est officiellement présent au Canada avec l'annonce d'un premier guide consacré à la ville de Montréal pour le 30 mai 2016 et un deuxième pour l'ensemble du Québec pour le mois de novembre de la même année.
Nombre de carnetiers dits foodies bloguent également sur le sujet.